# Vörösmarty tér (Budapest)
A budapesti Vörösmarty tér az V. kerületben, a Váci utca, a Deák Ferenc utca és a Vigadó utca között, a Pesti Vigadó mögött elhelyezkedő patinás közterület, a város egyik leghíresebb tere.

## Fekvése
Határai: Vigadó utca 54., Deák Ferenc utca 6. és 5., Váci utca 1. és 2., Deák Ferenc utca 7. és 8., Harmincad utca 1., József nádor tér 7., Dorottya utca 1. és 2.
A Főkert Zrt. és az Önkormányzat 2017-es adatszolgáltatása alapján a tér zöldfelülete 1067 négyzetméter területű.

## Korábbi elnevezései
1812-től Theátrom piatcza, az 1830-as évektől Harmincad tér (Dreysigstplatz), 1833-tól Játékszín tér, az 1840-es évektől Séta tér (Spazierenplatz), 1846-tól Német Színház tér (Deutsche Theaterplatz), 1850-től Színház tér (Theaterplatz), 1866-tól Régi Színház tér (Alte Theaterplatz), 1874-től Gizella tér. 1918-ban a Károlyi Mihály tér nevet kapta, mivel Károlyi több ízben is beszédet mondott az itt székelő Függetlenségi Kör ablakából. 1920-tól újból Gizella tér, 1926-ban kapta meg a mai Vörösmarty tér nevet.

## Története
A téren áll Vörösmarty Mihály költő szobra, és a Gerbeaud-ház, földszintjén a Gerbeaud Cukrászda működik. Kedvelt turistacélpont. 2017-ig a közeli Harmincad utcában volt az Egyesült Királyság budapesti nagykövetsége, ami Budára költözött. Közelben van a Pénzügyminisztérium (József nádor tér), valamint a Pesti Színház (Váci utca) is.
Az 1700-as években a Váci kapu és a Zrínyi utca között fekvő területen még kincstári hivatali épületek, só- és dohányraktárak voltak. Hild János javaslata az volt, hogy a „csúf kincstári raktárépületek” kerüljenek lebontásra, amik helyén két tér és egy utca keletkezne, melyet két oldalról két palotasor szegélyezne. Így született meg a Dorottya utca, a József tér és a Vörösmarty tér. Utóbbit tervében Hild nevezte el Színház térnek, mert meg akarta építeni a Schilson János elgondolása szerinti színházat is, de az előbbi elvek alapján, nem pedig a Váci utca torkolata elé, a tér délkeleti részét elfoglalva. Az évszázad végére kialakulóban levő teret, egész görög kolónia népesítette be. Megsejtve, hogy itt, az Újvárosban bontakozik ki a város jövője a pesti görögök lassacskán átszivárogtak ide a Belvárosból. A tér keleti házsora csupa görög tulajdonú ház volt. A bőr- és pokróckereskedő cincárok is ide telepedtek.

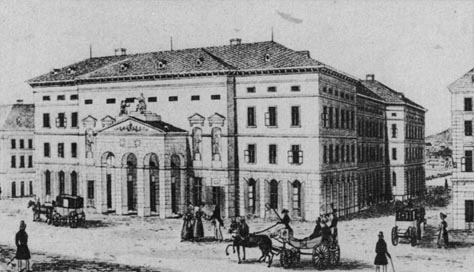
A Német Színház épülete az 1830-as években

1812-ben február 9-én nyitotta meg kapuit a Pesti Városi Német Színház, a később megépült Vigadó mögötti telken (ekkor még a Redoute sem épült meg s odavezetett a Dunán keresztül az akkori hajóhíd), Ferenc „császár” születésnapja tiszteletére és ekkortól kezdve Theaterplatznak (Színház térnek) nevezték egy ideig a teret. Az épület földszintjén bolthelyiségek is voltak, frontja a térre nézett, ami a megnyitásakor még rettenetes állapotban volt. Ki sem volt kövezve. Később azonban megjavult a helyzet. 1842 tavaszán nyitotta meg itt fagylaltozó kioszkját Fischer Péter, a 19. század első felének legjelentősebb pesti cukrásza – aki cégére az olümposzi isteneknek nektárt töltő Hébé istennőt ábrázolta. A Buda-Pest, a magyarok fővárosa vagyis ezen testvér-városban létező minden nevezetességek és látni méltó dolgok leírása 1845-ből ezt írta: „ez a város legnépesebb pontja; azon hely, melyet minden foglalkozási utak átszelnek, melyet a dologtalan mulatók különösen kedvelnek s kiváltságosán látogatnak. A Színház-tér nevezetes volt eddig híres rossz kövezetéről; de már csak a tér közepén — a bérkocsik állomásozó helyén — láthatni némely gödröcskét feltünedeztetni a múltat s nagyrészt kényelmes utcákon haladhatni. Nyáron e téren a Hébe című frissítőbolt áll feltárva minden oldalról s feszített vászon tetője alatt virág-szegte asztalok mellett kedves hűs árnnyal s jó fagylalttal kínálkozik.”

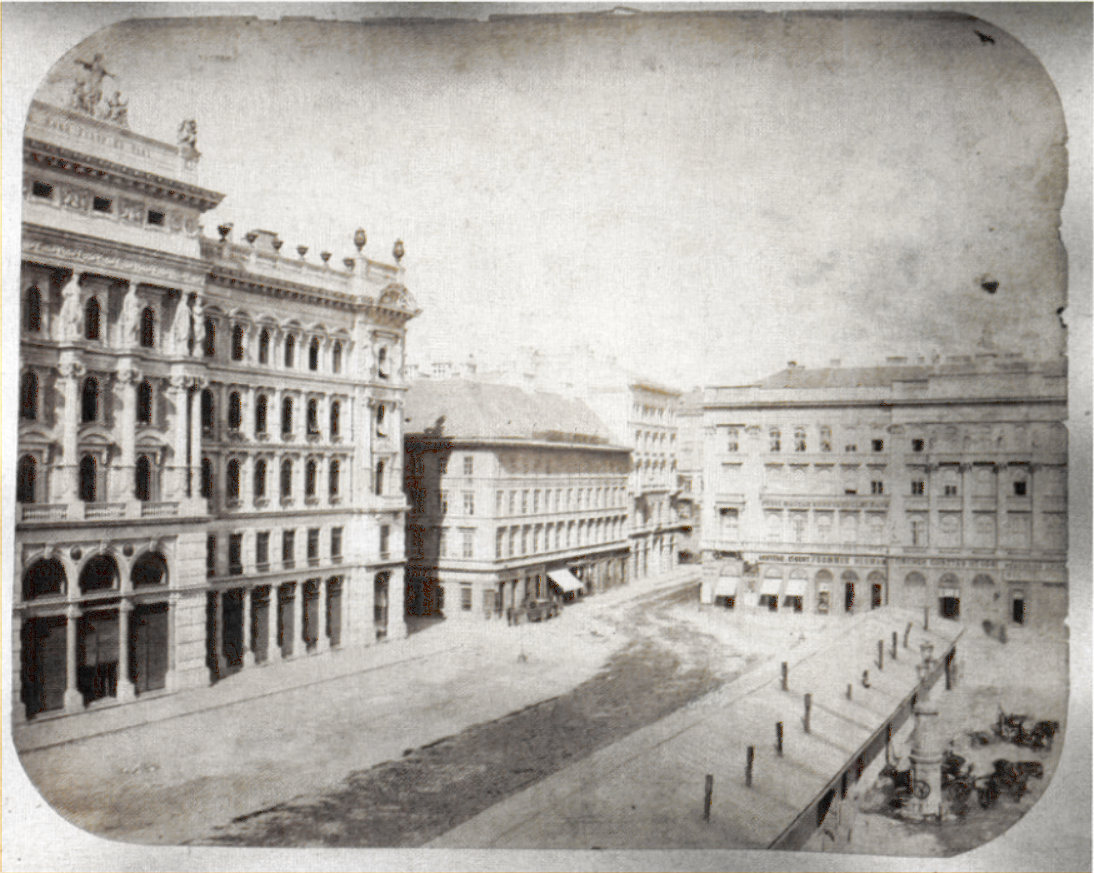
Balra, a tér nyugati oldalán a frissen elkészült Haas-palota, mellette a Magyar Királyhoz címzett szálloda, szemben a „Schneider-Viereck”, a tér közepén még a bazárcsarnok (~1874, Borsos József tetőtéri műterméből)

Az 1820-as évekre a területrendezések kapcsán a régi épületek közül csupán a későbbi Gerbeaud-ház helyén állott harmincad-hivatal maradt meg, amelynek emlékét a közeli Harmincad utca neve őrzi. Lebontása azonban 1859-ig elhúzódott. A Színház (később Gizella, majd Vörösmarty) és József tér közti telek akkor Pest egyik legértékesebb ingatlana volt. Voltak tervek a József térrel való egyesítésére is, azonban, mivel a városnak pénzre volt szüksége, hogy felépíthesse a Vigadót, a harmincad szabálytalan telkét megnagyobbítva négy részre osztották és elárverezték, közel 341 ezer forintért. A három első telken Hild József tervei alapján egységes reneszánsz stílusú palota épült, míg a negyedik (a József nádor térre néző), Kovács Sebestyén Endre professzor által birtokolt házat Máltás Hugó építette romantikus stílusban. A pesti nép a szabálytalan ötszögű háztömböt „Schneider-Viereck”, azaz „Vágónégyszög” névre keresztelte.
Az 1840-es évek végén két csapás érte a Színház teret és környékét. A Német Színház kigyulladása és kiégése az 1847. február 2-ára virradó éjjelen és Pest Hentzi vezérőrnagy által 1849. május 5-én, 9-én és 13-án történt lövetése, aminek következtében épületek pusztultak el, rongálódtak meg. Hosszú ideig a tér képét a hegyes kövekből álló burkolat és a kiégett Német Színház maradványai uralták, mely utóbbi oszlopközeit a következő évtizedekben árusító bódék töltötték meg, bevételt hozva a városnak. Pest város közgyűlése 1868. szeptember 23-án döntött a maradványok eltüntetéséről, mivel helyében annak új tulajdonosa már egy bérpalota építtetését határozta el – ami azonban 1870. július 30-ra tolódott. Még ezt megelőzően, a legelső terv az volt, hogy a városi hivatalok egy részének elhelyezésére másik városházat építenek ide, de mivel a város szabályozása szempontjából a régi telekből sokat el kellett metszeni, a megmaradt telket nem tartották alkalmasnak erre a célra, így eladták a legtöbbet ígérő Haas Fülöp és fiai cégnek. Az így kilakoltatott árusok azonban nem adták fel megszokott helyüket a Színház téren. A bérlők egy csoportja engedélyt kért és másfél év küzdelem után kapott, hogy saját finanszírozásban ideiglenes, 16 boltra tervezett árucsarnokot emeljen a középtengelyre szimmetrikus elrendezésben egy átjáróval kettéosztva, ami 1874-ig szerves részét képezte a térnek. Közben 1872-ben a városi tanáccsal egyetértésben Pest város közgyűlése be kívánta építtetni a teret, de az e térre néző házak több tulajdonosa óvást adott be ez ellen, mire hosszú vita után ezt a tervezetet 27 szóval 25 ellen elvetették.

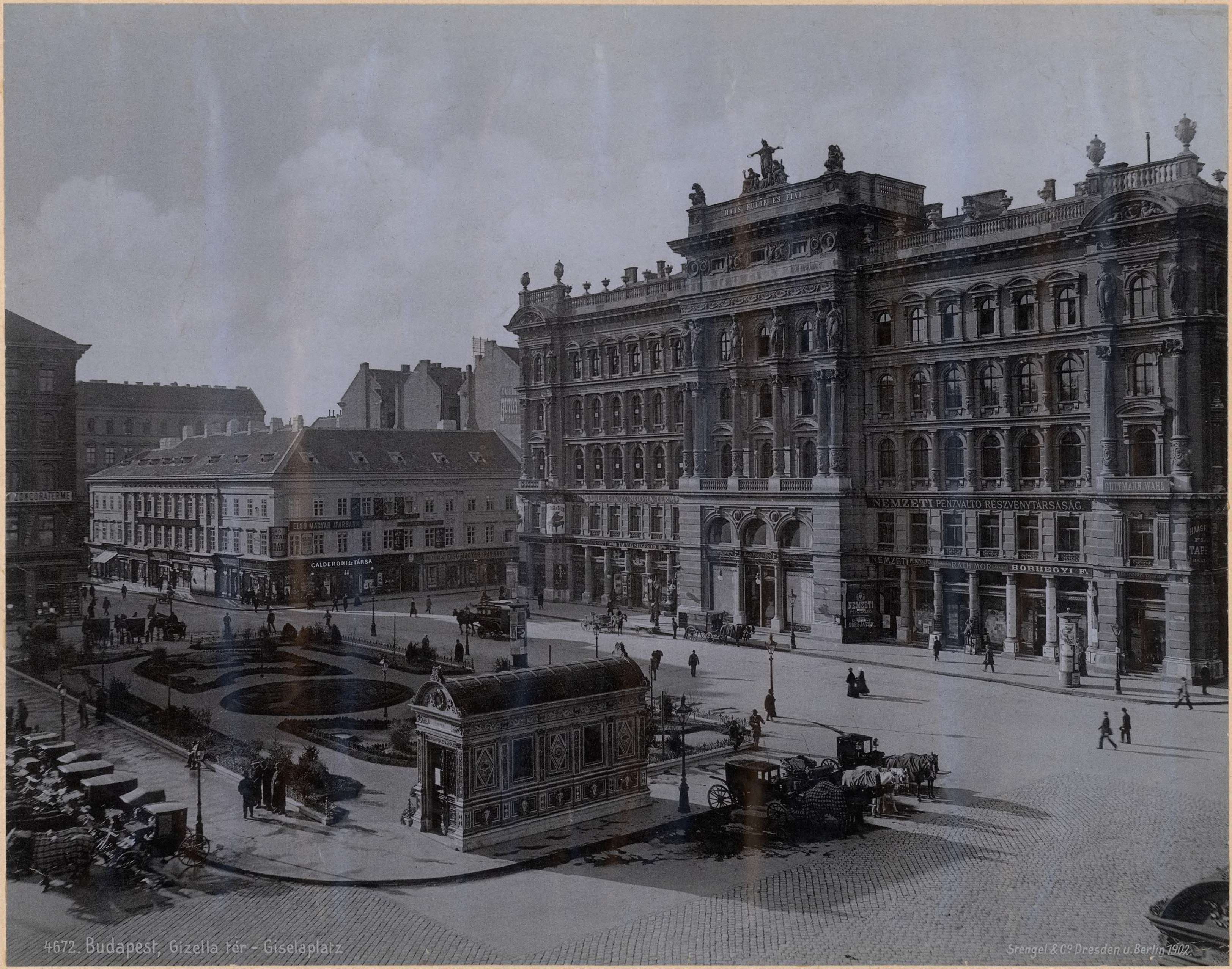
A Haas-palota és a Gizella tér 1902-ben. A képen látható épületek már nem állnak

1895 nyarára már félig elkészült a tér Millenniumi Földalatti Vasút állomása is. „Kényelmes és csekély lejtőjű gránitlépcső vezet le úgy az indulási mint az érkezési oldalon. Ez utóbbinak perronja nincsen, míg az indulási oldal perronja oly tágas, hogy ezer ember is elfér benne.” fogalmazott egy korabeli újság. A végállomás egyúttal rendező pályaudvar is, a hol a beérkezett kocsik azonnal az indulási vágányra térnek át.
A tér parkosítása a 19-20. századok fordulóján, a közmunkatanács javaslata (eleinte még a közönség elől elzárt parkra) és az ügyben való hajthatatlanságának volt köszönhető, nehézséget okozott ugyanis, hogy a környékén levő nagy pénzintézetek, szállók és az addigra már felépült fővárosi vigadó miatt feltétlenül szükséges volt az ott levő bérkocsi állomás fenntartása.

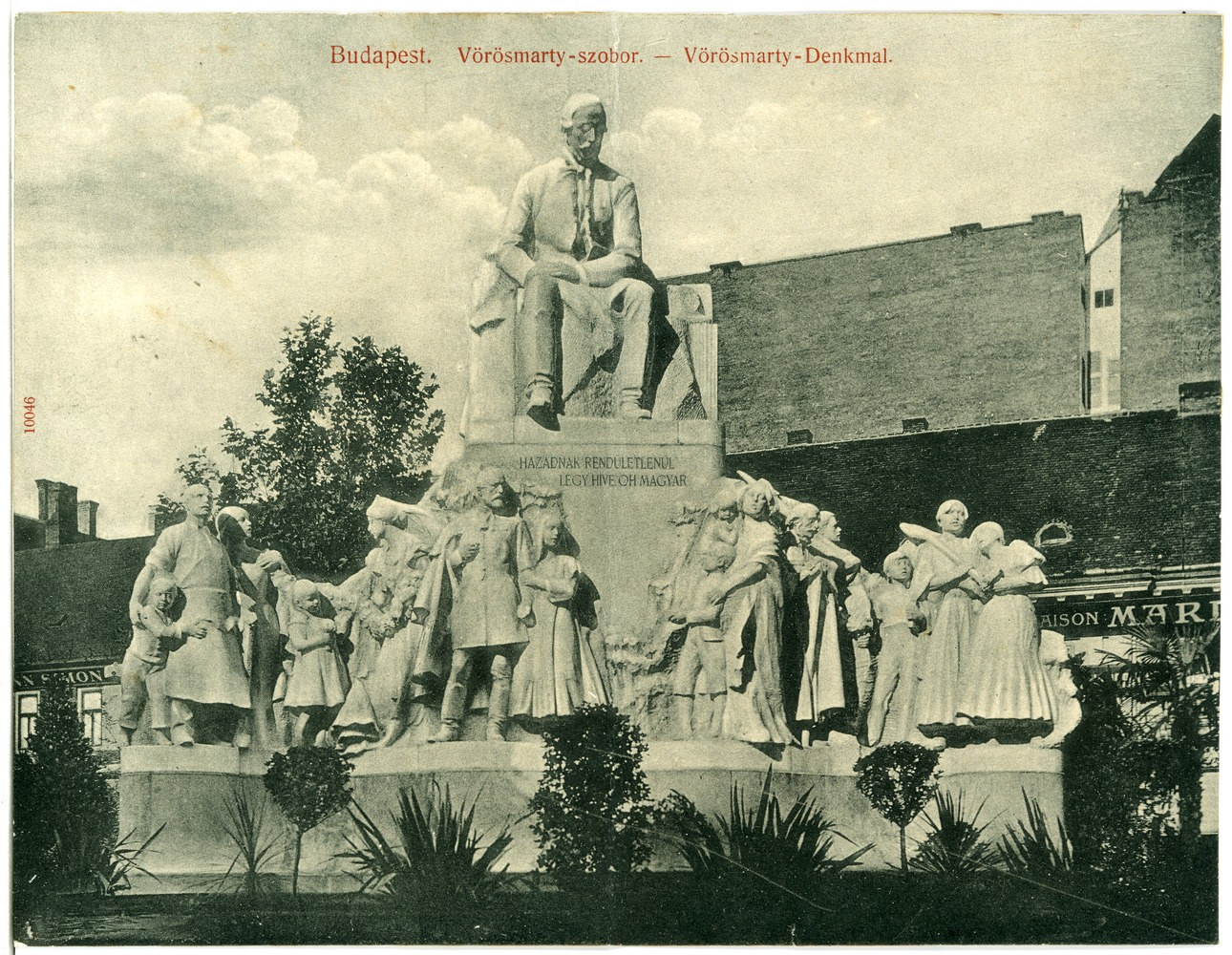
A Vörösmarty-szobor 1908-ban, mögötte a tér keleti oldalán ekkor még ódon házak a Bécsi utcai házak tűzfalaival

Ezzel egy időben határozták el a Vörösmarty-szobor felállítását, ami elhelyezését megkönnyítette egy a tér ekkori nevét adó Gizella királynét ábrázoló, eredetileg ide szánt szobor terve. Rákosi Jenő ügybuzgóságának és adománygyűjtésének eredménye Kallós Ede, Telcs Ede szobrászok és Márkus Géza építész nagy alkotásának megszületése. A haraszti mészkőből készült talapzaton álló, Carrarából útnak indított márványból kifaragott „Szózat-csoportot” 1908. május 24-én leplezték le. Az ülve ábrázolt főalak lefelé, a szobor testét körülvevő és a „Hazádnak rendületlenül légy hive ó magyar”-t éneklő és páronként csoportosított emberalakok felé tekint.
A szobor avatásával elkerülhetetlenné vált az 1872 óta húzódó térrendezés, ugyanis a Bécsi utcai házak tűzfalai nem voltak méltók az emlékműhöz, megváltoztatták volna az utcák keszekusza betorkollásait a térbe, illetve párhuzamossá szerették volna tenni a két hosszanti (a keleti és nyugati) oldalt, de az utóbbiaknak számos akadálya akadt. Két terv is volt a szabályozásra, az egyiket a Devecis Ferenc műszaki tanácsos és Warga László mérnök szerzőpáros, a másikat Heuffel Adolf középítési igazgató dolgozta ki. 1909 végén végül sikerült döntést hoznia az érintett testületeknek, melyben a tér keleti oldalának „ferde” beépítési vonalát meghagyták, az épületekre kikötötték a tulajdonosoknak az egyenlő (a járdaszinttől 25 méteres) párkánymagasságot, illetve a tér és a Deák Ferenc utca sarkán fekvő ingatlanon, az előnyösebb közlekedés biztosítása érdekében megfelelő „sarokletompítást” írtak elő (ezért az ingatlanon 1910-ben egy új palota építéséét kezdték meg, amíg ideiglenes a régi házból kiszorult kereskedők részére a Gizella-tér déli sarkán, a Vörösmarty-szobor mögött árubazárt építettek) és 1911-ben rendelkeztek arról is, hogy szépészeti okokból a Ferenc József Földalatti Villamos Vasút Rt. távolítsa el a földalatti vasút majolika lejáró-házait és helyettük olyan kőbalusztrádos lejárókat létesítsenek, mint az Operaház előttiek.

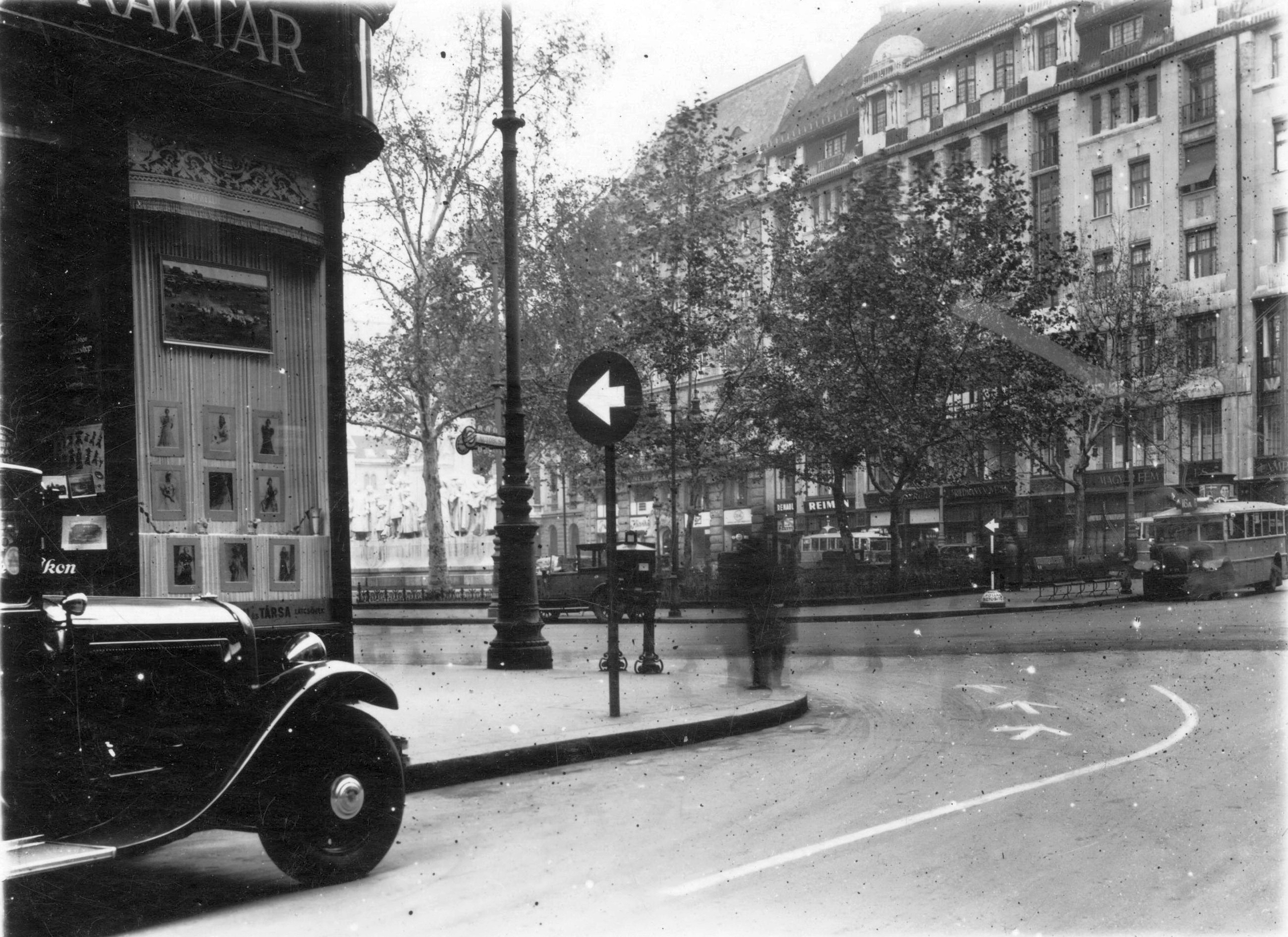
A tér 1938-ban a Deák Ferenc utcából a Duna felől közelítve

Az 1920–1930-as évekre a Vörösmarty tér lett az autóbusz-közlekedés csomópontja, ahonnan négy irányban indultak ki autóbuszvonalak. Ezért közlekedésbiztonsági szempontból járdaszigetet építettek a térre.

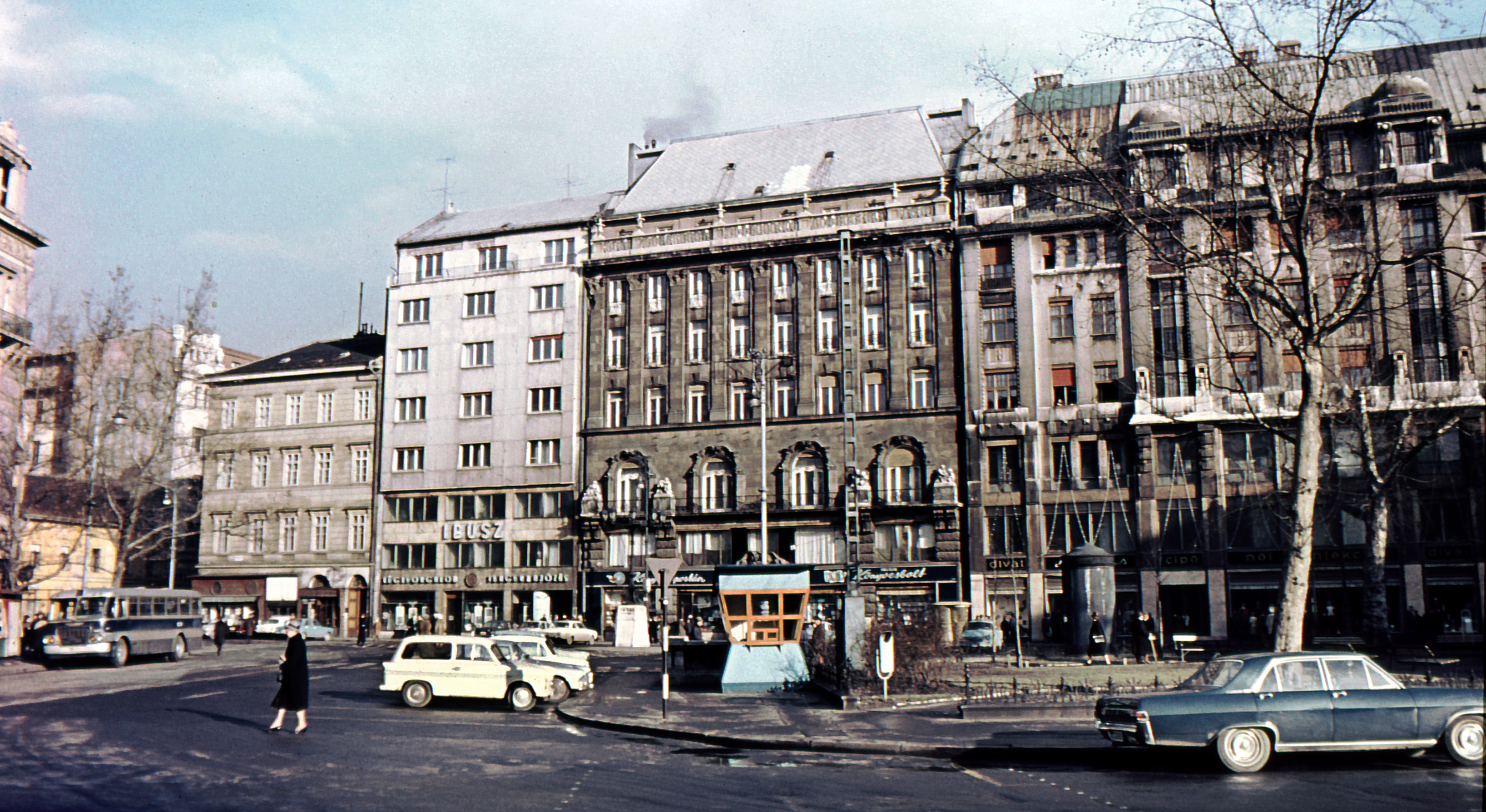
1960-ban (balra a Harmincad utca)

Parkoló kialakítása először az 1930-as évek végén merült fel, a kis park megszüntetésének gondolatával. A Harmincad utca felől kialakított parkolóhelyek után az 1960-as években a lebontott Haas-palota foghíját is e célra az autósok vehették birtokba egy időre.

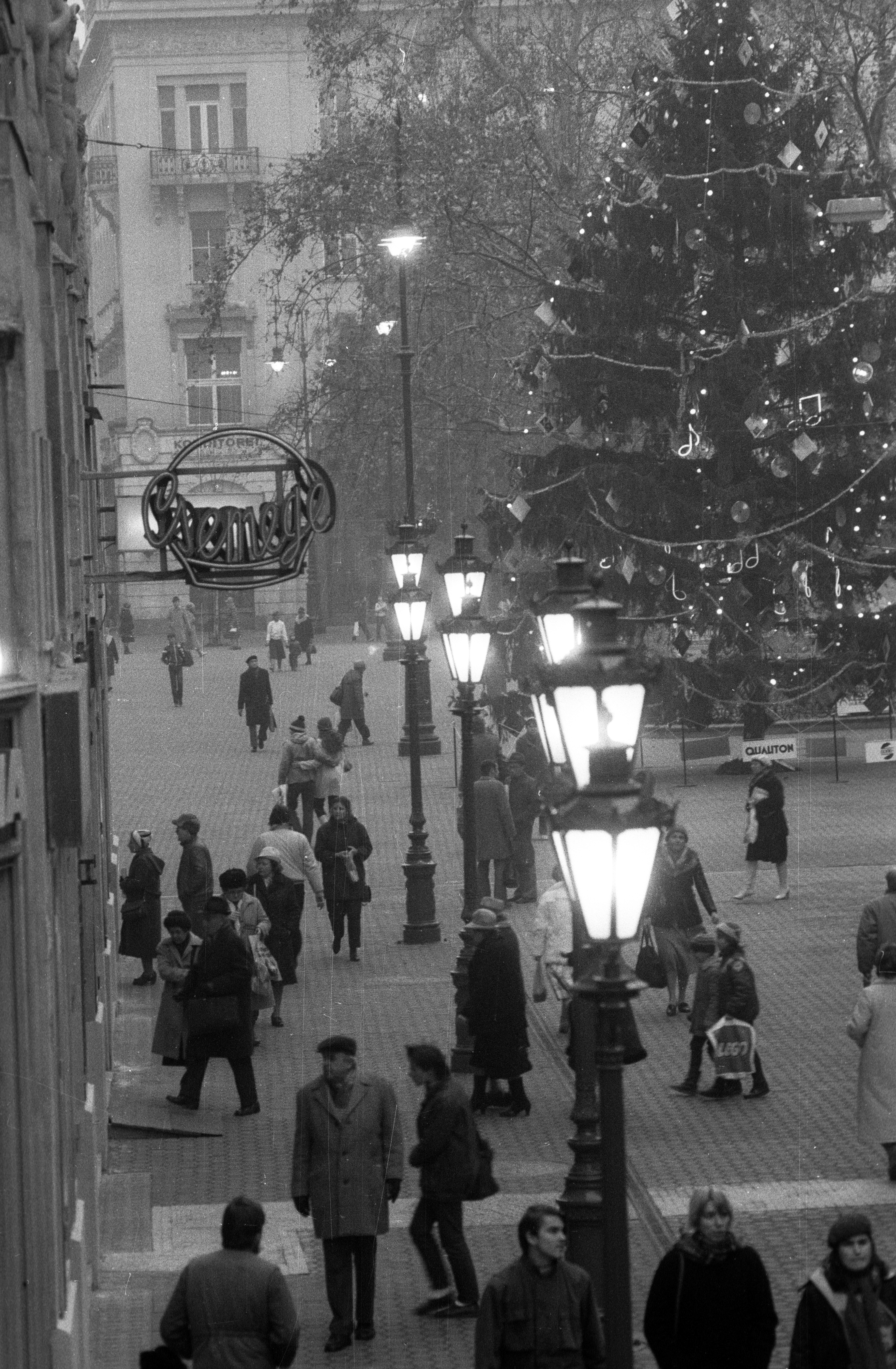
A Váci utca a Vörösmarty térrel 1985-ben

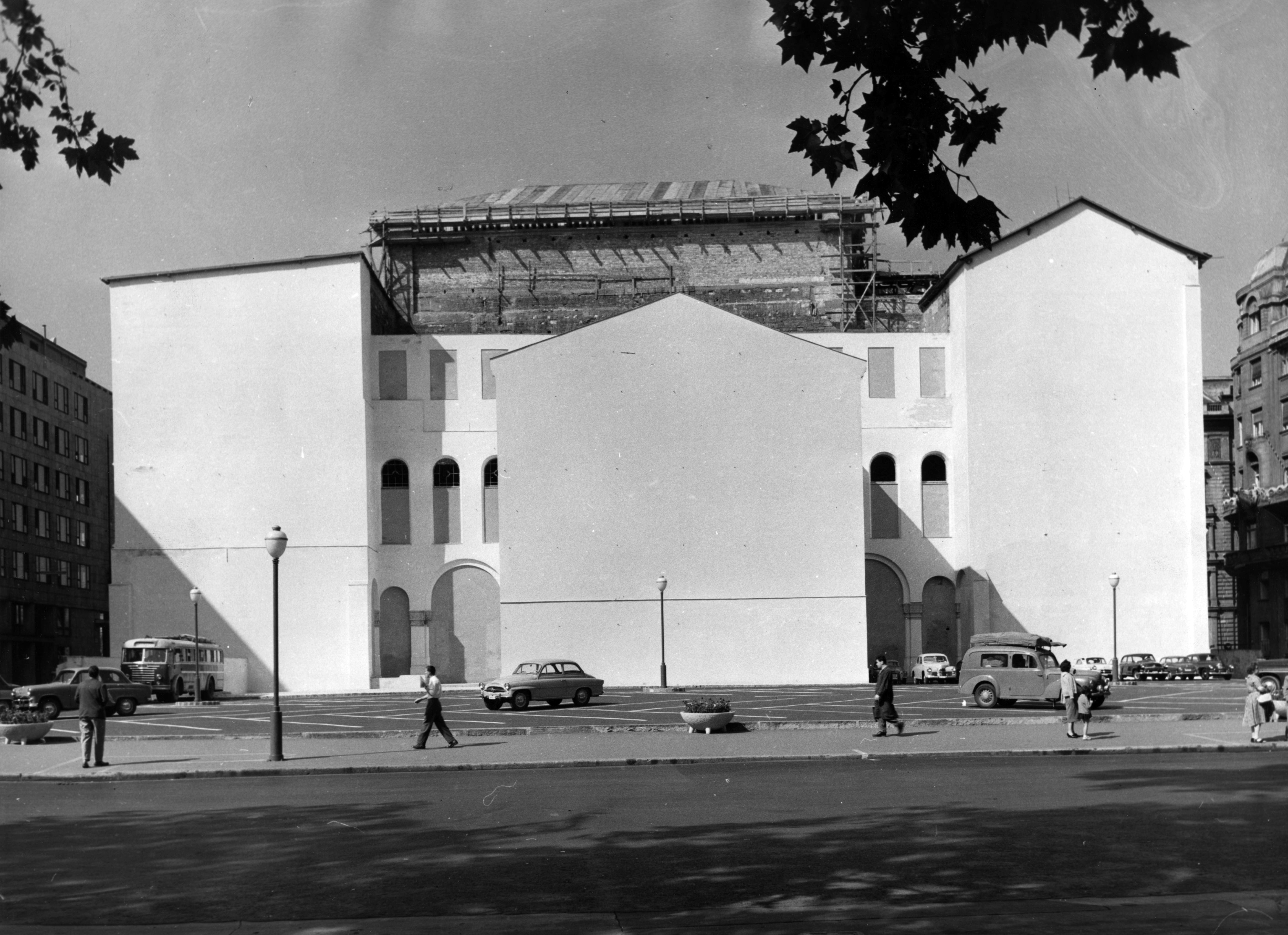
A parkoló a Vigadó hátoldalánál 1966-ban

1978–1979 között kezdték el átszervezni, átépíteni a teret és a környező utcákat gyalogos zónává (a teljes rendezése korabeli költségen mintegy 50 millió forintba került). A gyalogosrendszer gerincét a Vörösmarty tér – Váci utca – Felszabadulás tér (Ferenciek tere) vonal adta, amit az akkori tervek szerint dél felé a Károlyi (Mihály) utca – Kecskeméti utca – Kálvin tér, észak felé pedig a Vörösmarty tér – Vigadó utca – Vigadó tér – Dunakorzó felé terveztek folytatni, a Duna-part és a Kálvin tér között így egy lazán összefűzött, tér-utca komplexumot hozva létre. A Váci utca és a Vörösmarty tér forgalmát már 1964-ben és 1976-ban is korlátozták, de az átépítés befejezésére – a díszburkolat lefektetésére – a foghíj-beépítések miatt csak az 1980-as évek elején kerülhetett sor. Végül 1983. október 27-én kezdték el a munkálatokat és egy év múlva vehették birtokukba a gyalogosok. A Vörösmarty téren és a Vigadó utcában összesen 9000 négyzetméternyi barna alapon zöld mintás burkolatot fektettek le (a színes betonelemeket beton alapra rakták, s azok hézagjait kiöntötték, mert a magasan fekvő közművezetékek nem bírták volna sérülés nélkül a tömörítőgépek terhelését). Rendezték a Vörösmarty-szobor körüli díszkertet – ahol meghagyták a kiskockaköveket –, a Vörösmarty tér és a Váci utca sarkán álló, akkor Állami Fejlesztési Bank épületének (később Váci 1 irodaház) falára falikút, a térre padok és a pécsi Zsolnay porcelángyárban készült pirogránit és kovácsoltvas oroszlánfejes virágtartó dézsák kerültek. Eredeti helyén felállították a tér egyik ékességét is, a nyolcágú kandelábert is. A többi közvilágítási oszlop végleges öntöttvas „ruháját” és míves kétkarú pásztorbot-díszítéseit csak 1985 folyamán kapta meg. Az akkori térrendezés Wild László építész terve alapján készült. 1985-ben szerelték fel a Vörösmarty tér „oroszlános kútját”, ami valójában a nyolcágú kandeláberhez készített fehér mészkőlépcső, amelyre négy vízköpő oroszlánt állítottak. Ez Gerencsér Gyula kőszobrász alkotása, aki a kandeláber-kút oroszlánjait Péter Ágnessel készíttette el.

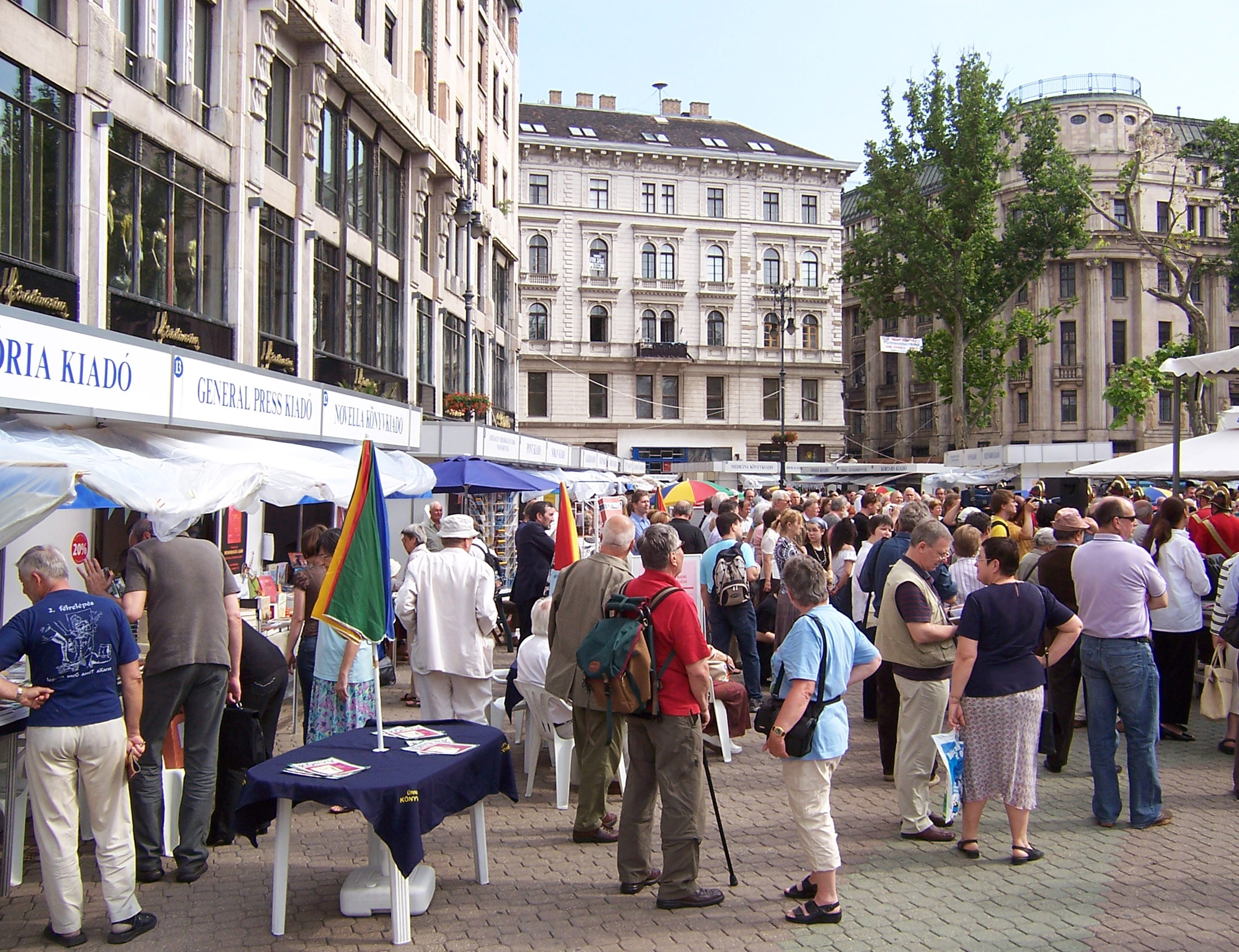
A 79. Ünnepi Könyvhét, 2008-ban

A tér az Ünnepi könyvhét központja is. Már 1929-ben, a rendezvény – akkor még Magyar Könyvhét – első évében bekapcsolódott a budapesti könyvkereskedelem (az Országos Nagybizottság a székesfőváros tanácsától nyilvános utcai árusítás engedélyezését kérte), de ekkor a téren még csupán a Magyar Írók Egyesülete állított fel egy sátrat olyan költők számára, akiknek nem volt kiadójuk, majd lassan az esemény hagyományos helyszínévé vált. Ezen kívül már 1982-ben is rendeztek itt úgynevezett Aranykaput, de 1998 óta már folyamatosan ide szervezik az adventi és karácsonyi, illetve 2012-től a tavaszi vásárt is.

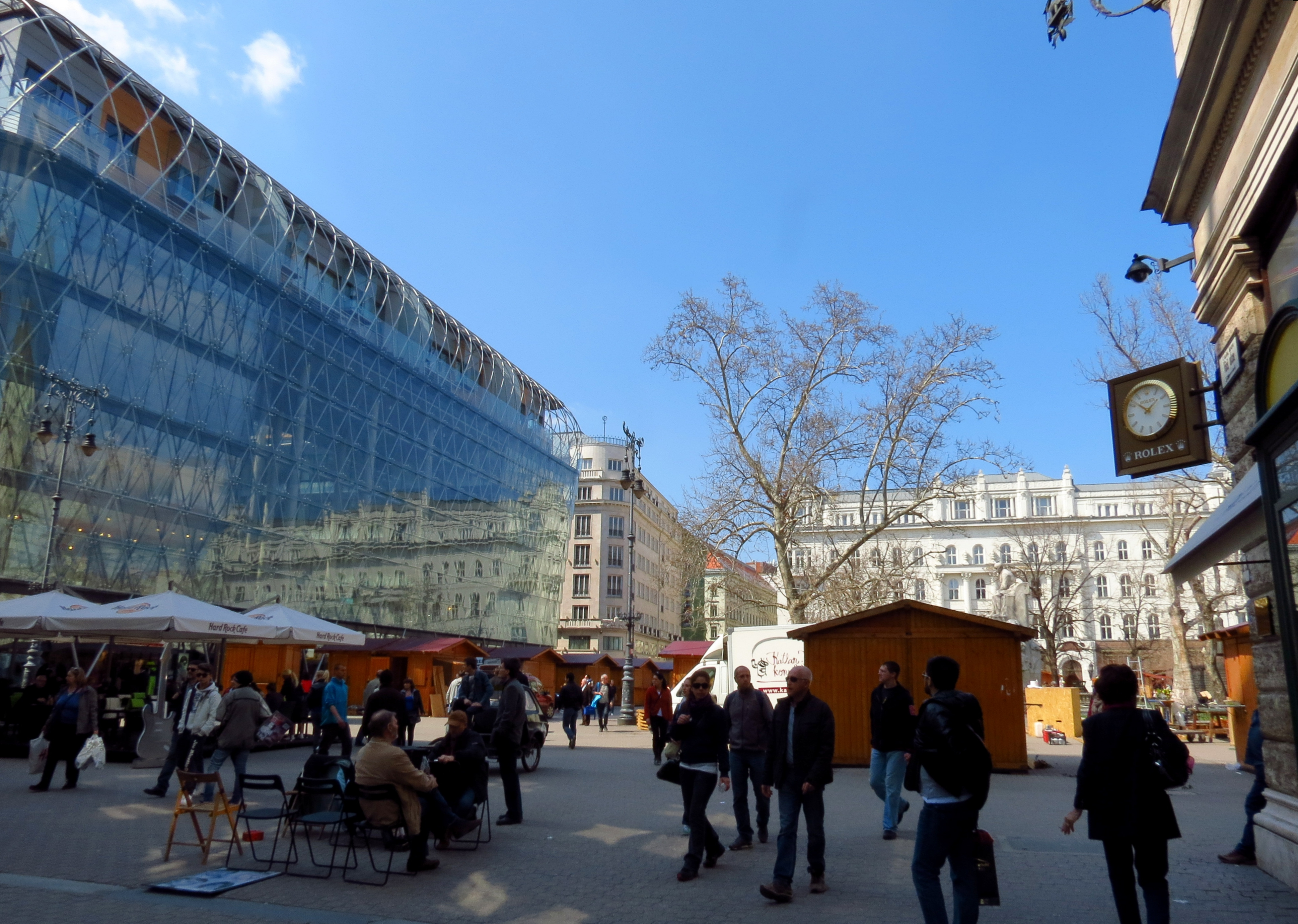
A Vörösmarty tér a Dorottya utca felé 2013 áprilisában

A 2000-es évek elején jelentős átalakuláson ment keresztül a Vörösmarty tér és közvetlen környezete. Korábban a Vörösmarty-szoborral szemben, a Haas-palota helyén 1966–1971 között épített irodaház volt az Országos Rendező Iroda (ORI), a Hungaroton, a Magvető Könyvkiadó, a Corvina Könyvkiadó, a Rakéta Regényújság stb. székháza, melyet 2005-ben bontottak le; a helyére 2007 decemberére egy üveg- és acélhomlokzatú irodaház épült. A teret a Roosevelt térrel összekötő Dorottya utca gyalogosövezetté alakítása 2009-ben indult el. A környék összképét és közlekedését egyaránt befolyásoló építkezés a kerületi önkormányzat és magánbefektetők (az Escada, a Gerbeaud cukrászda és a Palazzo Dorottya) összefogásával valósult meg. De a különböző beruházások során használt díszburkolatok mind anyagukban, mind minőségükben eltértek, elütöttek egymástól.

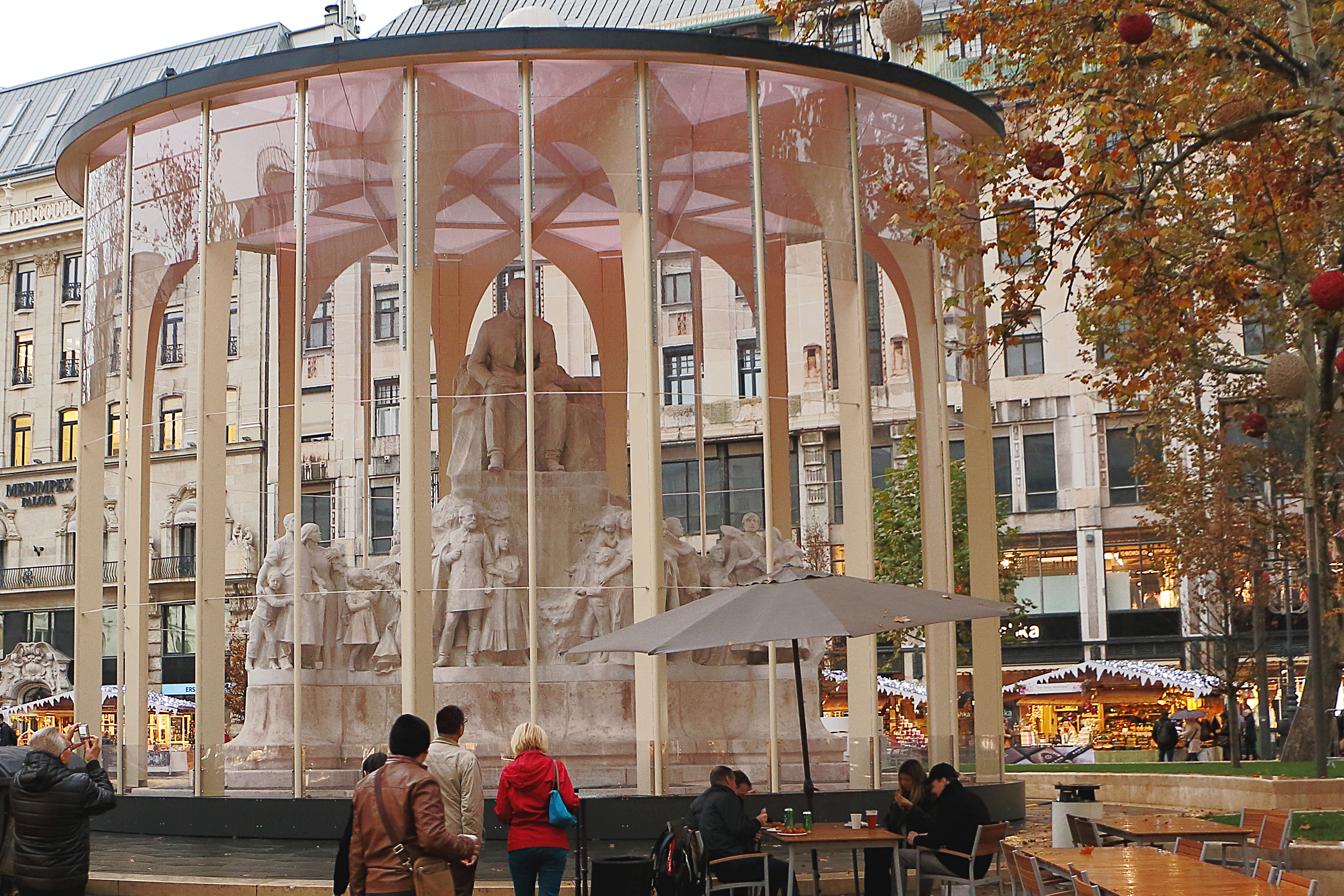
Vörösmarty-szobor a téli pavilonnal (2019)

2019-ben a Vörösmarty tér felújítása során kiemelt csomóponti jellege miatt a környező utcák burkolatától koncepciózusan, kontrasztosan eltérő, a szürke különböző árnyalataiban játszó gránit térburkolatokat alakítottak ki egyedi rendszer szerint. A vásárokon megjelenő pavilonoknak, kulturális rendezvényeknek a burkolat alatt, egy másodlagos közműhálózat építettek ki, melynek során burkolatba süllyesztett közmű csatlakozó szekrényeket helyeztek el, a teraszárnyékolók megjelenésének egységesítése, illetve a térbeli elhelyezkedésük szabályozása miatt pedig a burkolat alá előre beépített csatlakozási, rögzítési pontokat építettek ki. A becsatlakozó utcákban lefúrhatóan rögzíthető, illetve marással kiemelt taktilis jelzéseket helyeztek el, míg a tervezési határvégeken pedig úgy választották meg a kő típusát, hogy kellő kontraszt alakuljon ki a környezethez képest, így a gyengénlátók is jól érzékelhessék. A Vörösmarty-szobor – amit restauráltak és új díszmegvilágítást kapott – körüli térmag andezit burkolatot kapott. Téli védelmére ideiglenes – a szezon végén elemeire szedhető, a következő télen újra összeállítható – pavilon készült a korábbi felfújható műanyag védőfólia helyett. A hatalmas, íves szerkezet könnyedségét a környezeti hatásoknak jól ellenálló tíz méter magas acéllemezek biztosítják, az esőtől védelmet nyújtó homlokzat átlátszó plexiből készült. A szobrot különféle színű fényekkel felváltva világítják meg. A téren a korábbi nátriumgőz-fényforrásokat (Gizella-kandelábereket) LED-es fényforrásokra cserélték, illetve a környező részekre Dorottya-típusú kandelábereket telepítettek. A központi részen található zöldfelületek körül egyedi kiemelt növénykazetta készült világos mészkőből, amin a szobor körül korábban volt korabeli kovácsoltvas kerítés rajzolata látható, szakszerű kültéri felületkezeléssel. Ebbe az ülőfalba folytonos, pontmentes megvilágítást adó, meleg fehér fényt kibocsátó világítótesteket építettek be rejtett szereléssel. 14 darab közönséges gyertyán és 1 darab lándzsáslevelű éger fajtájú új fát is telepítettek (a burkolatba került fák telepítése faveremrácsok beépítésével történt, 100%-os talajcserével), emellett a Harmincad utcában dézsás fasort alakítottak ki 8 egyeddel – oda ugyanis az utcában a közművek sűrű elhelyezkedése és a kisföldalatti alagútja miatt kiültetett fák nem telepíthetők. Az Oroszlános kutat a tér ezen bekötő részébe – eredeti helyétől mintegy 50 méterrel északra, a Millenniumi Földalatti Vasút alagútja fölé, annak tengelyébe – helyezték át. A négy oroszlános fejből kilépő, az ivóvíz-hálózatra kötött kis vízsugarak ivókútként is működnek.

## Közlekedés
A tér alatt helyezkedik el az M1-es metróvonal nyugati végállomása.

## Épületek és építmények
Műemléki védelem alatt áll
- Millenniumi Földalatti Vasút Vörösmarty téri állomása (törzsszám: 15990, azonosító: 16363)
- Vörösmarty tér 3., Deák Ferenc utca 8. lakó- és üzletház (törzsszám: 15498, azonosító: 668)

Általános műemléki védelem alatt áll
- Vörösmarty tér 4. lakó- és irodaház (törzsszám: 15499, azonosító: 669)
- Vörösmarty tér 5. lakóház (törzsszám: 15500, azonosító: 670 Nyilvántartott
- Vörösmarty tér 6., Harmincad utca 1. sarokház (törzsszám: 15501, azonosító: 671)

Kerületi egyedi védelem alatt álló épületek
- Dorottya utca 1. Vörösmarty tér 7-8-9.
- Vörösmarty tér 2. Váci utca 2.

Iparművészeti érték 2006-ban:
- Dorottya utca 1, Vörösmarty tér 7-9.
- Vörösmarty tér 2, Váci utca 2.

Védetté nyilvánított régészeti lelőhelyek:
- Vörösmarty tér 2. (Váci u. 2.)
- Vörösmarty tér 6. (Harmincad u. 1.)

A 2019-es felújítás kapcsán elkezdődött a Vörösmarty-szobor műemlékké nyilvánítási folyamata, ez alatt a szoborkompozíció „nyilvántartott műemléki érték” besorolásúvá vált.

### Vörösmarty tér 1.

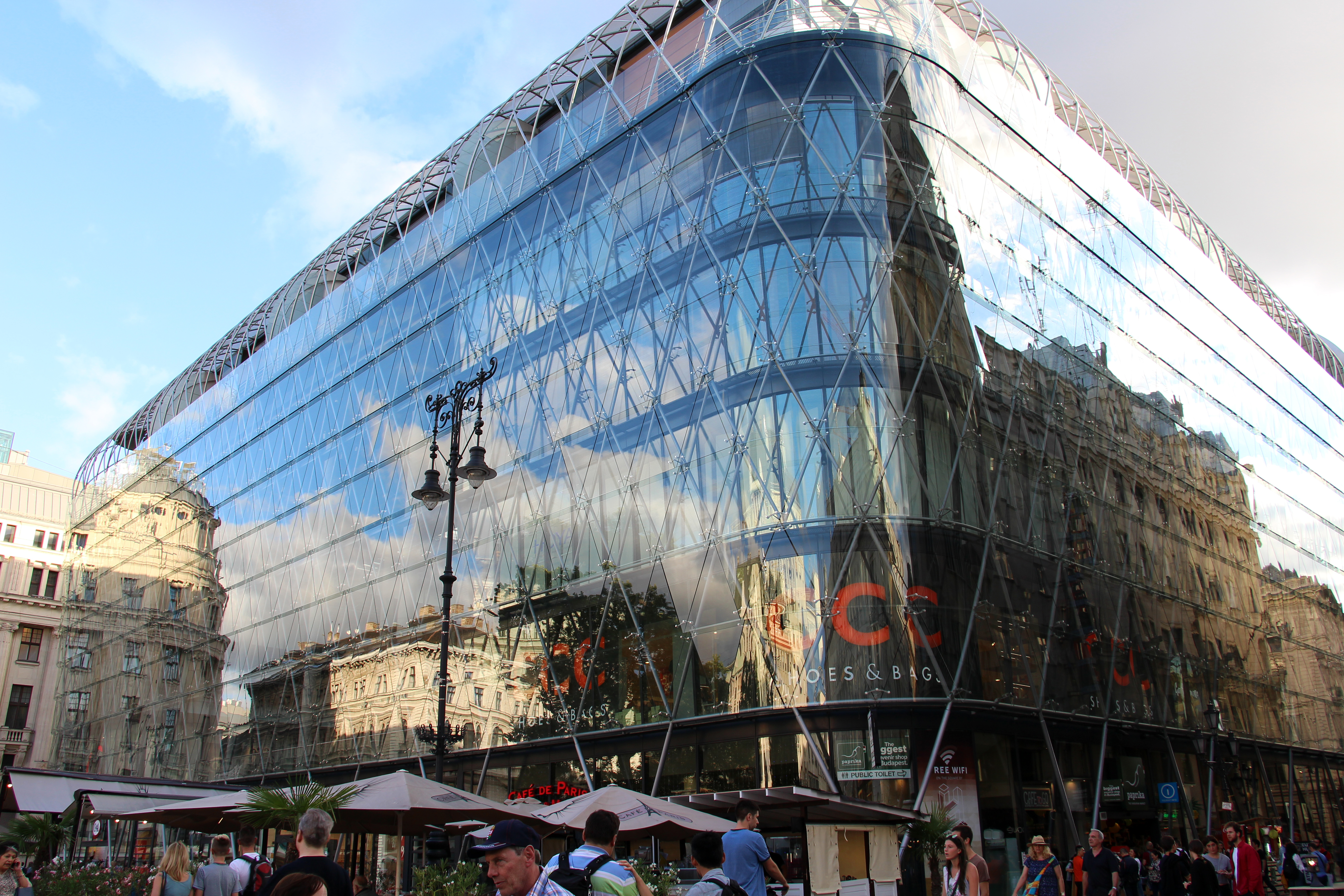
Vörösmarty No.1 (2017)

Vigadó u. 5., Deák Ferenc u. 6. – Régészeti érdekű, műemléki jelentőségű, védetten nyilvántartott, világörökség terület. Egyéb neve: Vörösmarty No.1.
A holland gyökerű multinacionális ING Real Estate magyarországi ingatlanfejlesztési vállalata által létrehozott, vegyes funkciójú épületet a Fazakas György tervezte, az általa vezette építész alkotóközösséget Jean-Paul Viguier francia építész konzulensként segítette. A belvárosi épületek hagyományos több funkciós szerkezetét értelmezték újra, a rombusz szerkesztésű acélrácsra rögzített üvegpikkelyekkel. Belül üzletek, bérirodák mozgatható fapanelekkel változatossá tett emeleti szintjei és a tetőteraszok mögé visszahúzott kétszintes lakások kaptak helyet. 2007-ben adták át.
Korábban itt állt épületek:

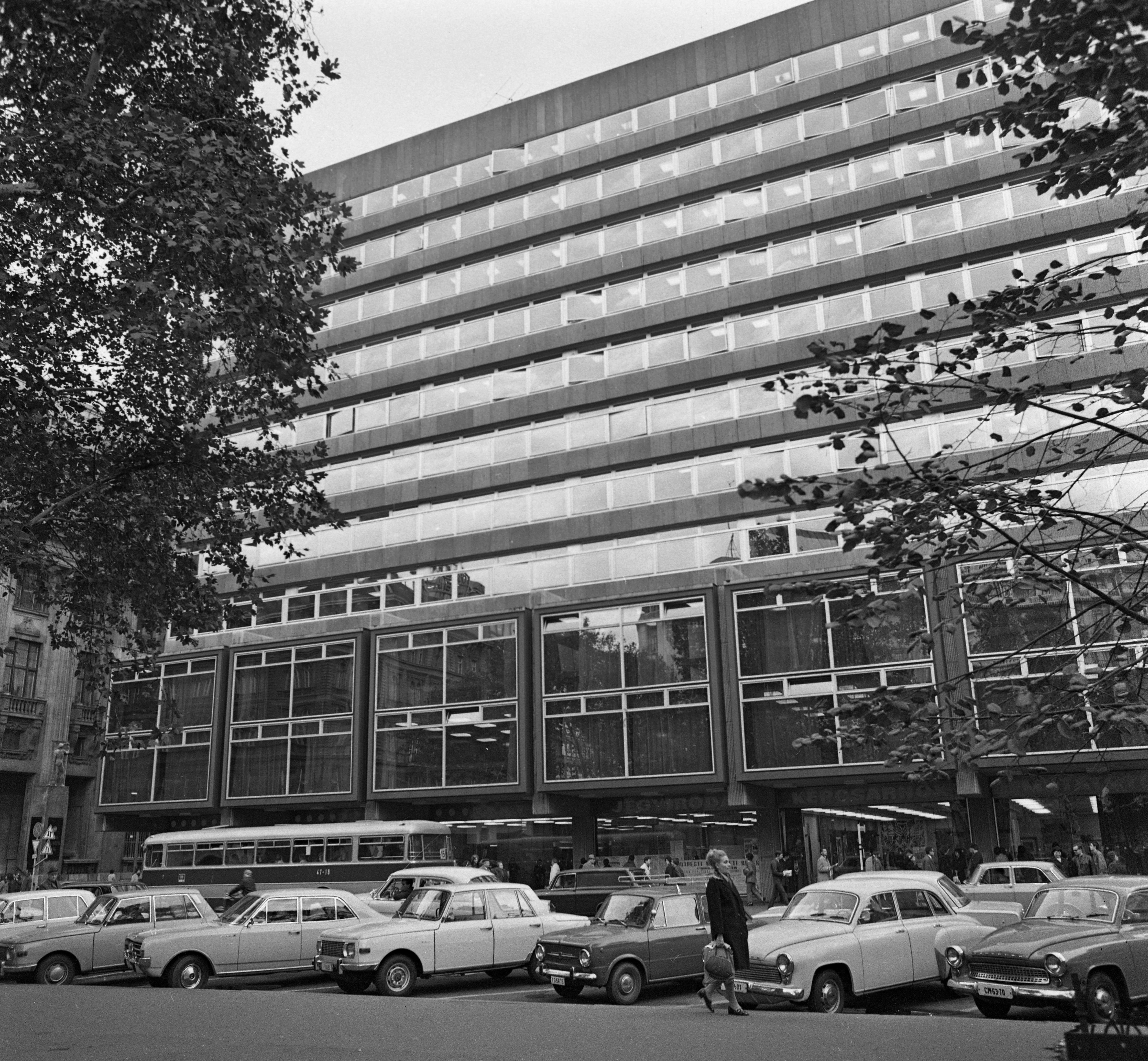
Az ORI épülete (1972)

Az ORI székház kortársi modern stílusú 1966–1971 között Tallós Elemér és Hübner Tibor (KÖZTI) terve alapján épült, 2004–2005 között bontás alatt lévő (mivel minden ablaka körül azbesztszigetelésre bukkantak) épület volt. A modern, szocreál „Magyar Zene Háza” felépítését az 1960-as években határozták el – csúfsága miatt a párizsi Élysée-palota paródiájaként „Elizélt-palotának” is hívták.
Még korábban a Pesti Városi Német Színház (1812-ben épült és 1847-ben leégett), majd a Haas-palota (az 1870-es években épült, Budapest ostroma alatt nagyrészt leégett, de a palota – és az azt a Vigadóval összekötő szárnyának – bontását csak 1959-ben kezdték meg) állt a területen. A háromszázötven négyszögölnyi telken 1961-től parkolóként hasznosították a foghíjtelket.

### Vörösmarty tér 2.

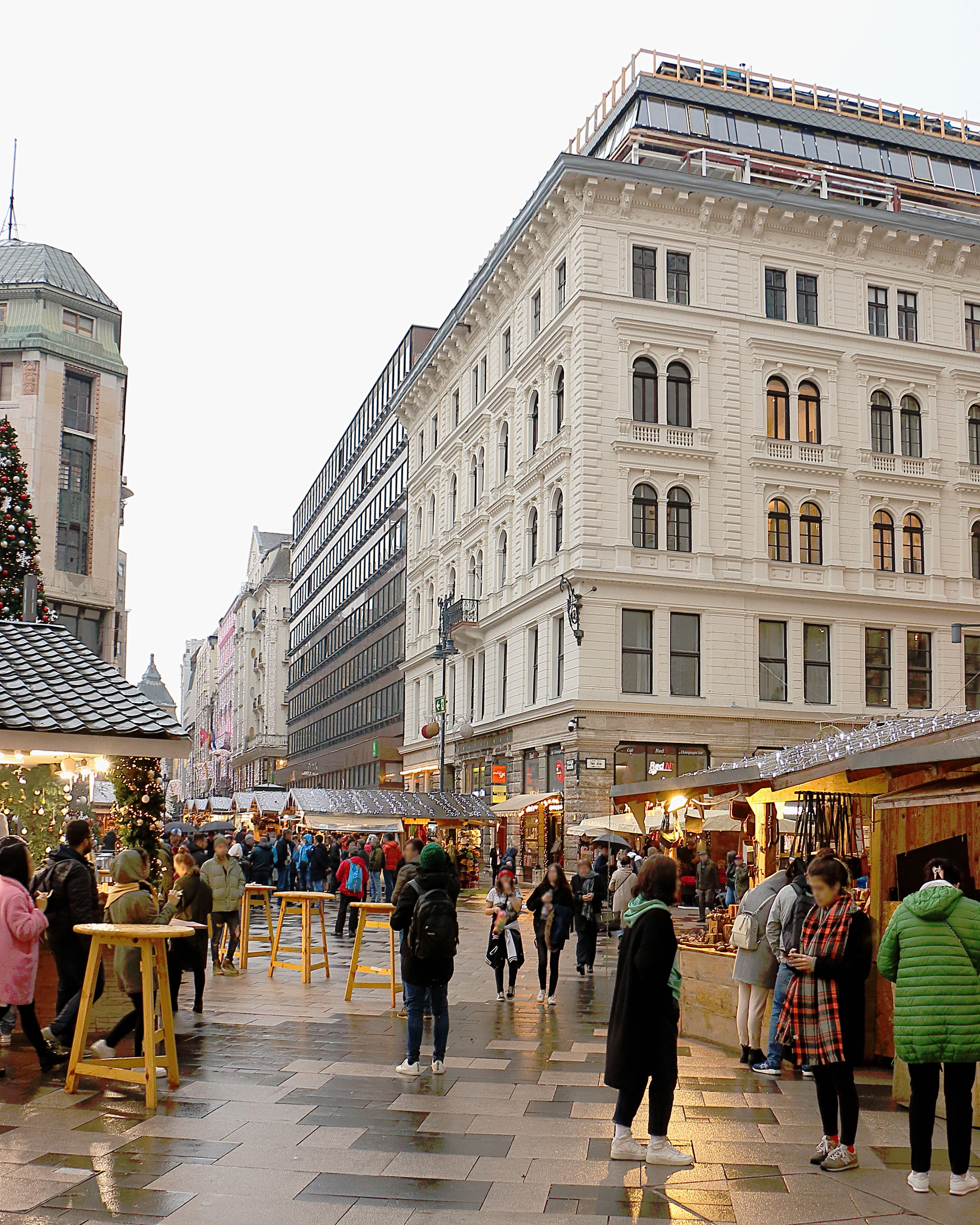
A 2. számú ház (2019)

Váci utca 2. – Kerületi egyedi védelem alatt álló épület, iparművészeti érték, területe régészeti lelőhely. Egyéb nevei: Mocsonyi-ház
Miután 1875-ben engedélyt kapott rá, 1876–1877-ben Mocsonyi Sándor a korábbi házat lebontatta és egy négyemeletes eklektikus épületet terveztetett és építtetett ide Kallina Mórral. Akkoriban sok kritikát kapott, mert a többi Gizella téri épülethez, a tér építészeti arculatához túlságosan egyszerűnek tartották. 1909-ben Mocsonyi Sándor, majd 1923-ban Sterk Izidor építész tervei alapján királykúti Bachruch Károly is átalakíttatta. A ház sarkán a cégér tartó vasállvány M. S. betűi is a tulajdonos-építtetőre emlékeztetnek. A második világháborúig Budapest egyik legfontosabb úri divatüzlete, Deutsch F. Károly boltja és műhelye működött az első és második emeleten, 1906–1934 között Winkle Nándor metszet- és rámakereskedése is itt kapott helyet, 1930-ban pedig szintén itt nyitotta meg a Nemzetközi Légiforgalmi Rt. (Cidna) is légiforgalmi irodáját. De a ház bérlői közé tartozott a Függetlenségi és 48-as (Károlyi) Párt is, a Vörösmarty téri oldalon, a bejárat feletti kis erkélynél, ahol 1918. október 28-án, az úgynevezett lánchídi csata előtti forradalmi lelkesítő beszédek elhangoztak. Az 1960-as években előbb a csehszlovák, majd a Holland Királyi Légitársaság (KLM) működtette irodáját az épület alsó részén. A lakások és folyosók állapota azonban eközben gyorsan romlott, ráadásul még az 1980-as években sem tartozott minden lakáshoz saját fürdőszoba, így az itt élők egy része a szint végi egységekre volt utalva, míg a folyosón ürülékdombok voltak. A főváros így az évtized közepére kezébe vette ennek megoldását. Ezt követően újabb beavatkozás 2018–2019-ben történt, amikor is a lakóépület tető-cserés tetőtér-beépítéssel történő bővítésével egybekötve 6 db lakás került kialakítása, amivel együtt a befektető új belső világítási rendszert épített ki és személyfelvonót létesített.
A telek helyén a középkori pesti városfal és a Váci kapu (ami falmaradványai az utcaburkolat alatt találhatók) állt. 1816-ban von Dakally építtette a házat Pollack Mihály terve alapján. 1836-tól Joksch Anasztáz zeneiskolájában tanulók százai ismerkedtek meg a zongorázás, hegedülés, csellózás fortélyaival. 1861-ben a román származású foeni Mocsonyi Katalin vette meg, aki Hild József terve alapján kétemeletessé bővítette – ekkor alakíttatta ki a tetőtérben Mayer György is fényképészműtermét, Hild Károllyal, ahova 1870-ben Borsos József költözött be, aki két fényképet is megörökített ablakaiból: az egyiken a Gizella tér nevezetes atérzi kútja látszik, a másikon pedig kilátása a József nádor térre. 1872-ben azonban megrepedtek a ház falai. 1873-ban még javítottak rajta Ybl Miklós és Wechselmann Ignác építészek felelőssége mellett, de a város Építészeti Bizottsága úgy döntött, 1876 végéig le kell bontani az életveszélyessé vált épületet.

### Vörösmarty tér 3.

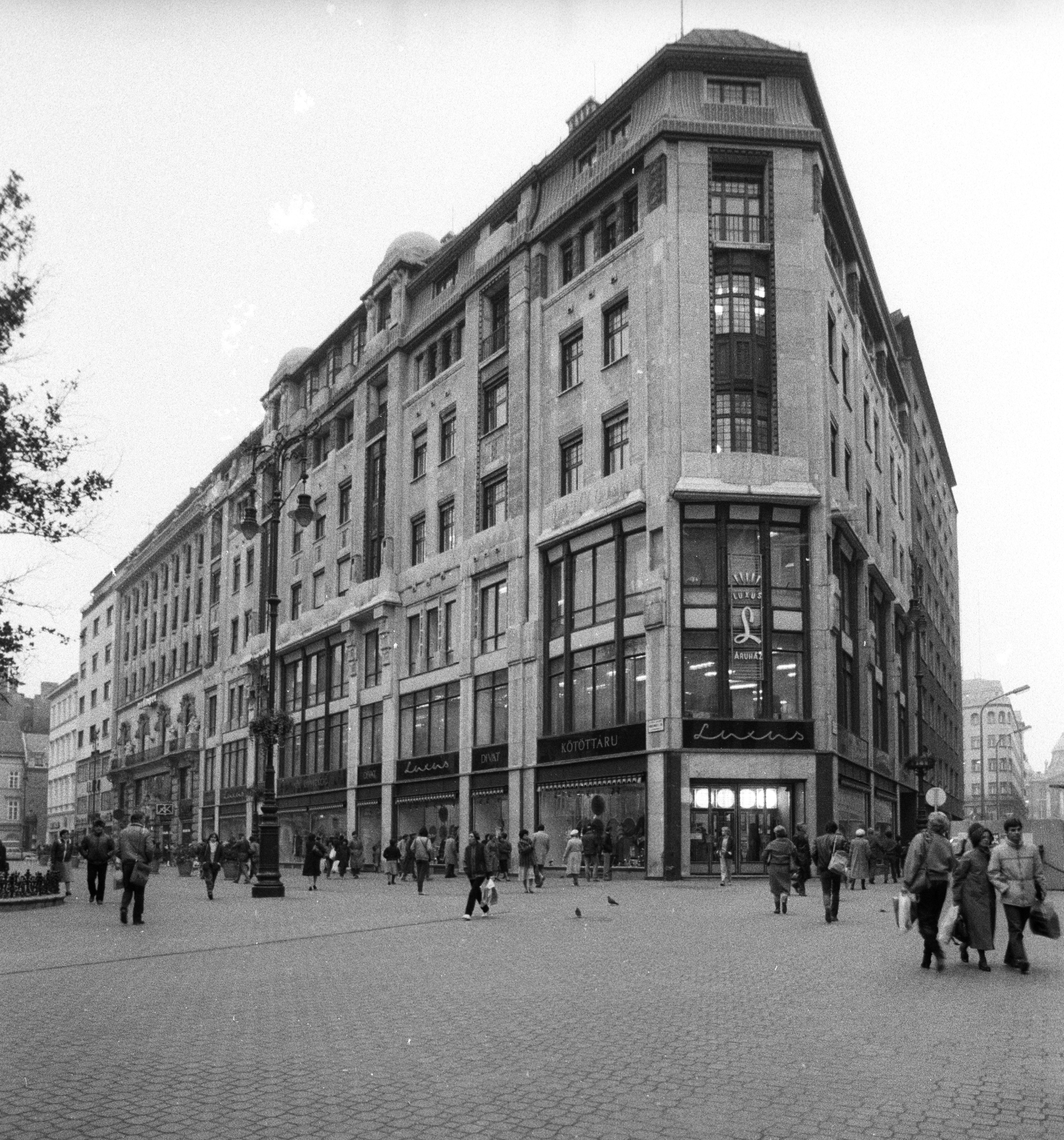
A Kasselik-ház Luxus Áruházként, 1986-ban

Deák Ferenc utca 8. – Műemléki védelem alatt álló, műemléki jelentőségű terület. Egyéb nevei: Luxus Áruház régi épülete, Kasselik üzlet- és lakóház.
A hatemeletes szecessziós stílusú üzlet és bérház 1911-ben, észak-európai Jugendstil hatásban épült Korb Flóris és Giergl Kálmán terve alapján. Az építő „Kondor és Feledi” volt a Kasselik Ferenc és Erzsébet Alapítvány (a megrendelő Kasselik Jenő szüleinek nevét viselő szervezet a művelt osztályok önhibájukon kívül szűkös viszonyok közé jutott tagjait támogatta) számára. A falakat kő borítja, ami különböző színű és anyagú szecessziós hangulatú, de teljesen egyedi tervezésű, többségében geometrikus szerkesztésű épületdíszítő tagozatokból áll. A nyílások közti részt több helyen vaslemezekkel burkolták, a tetőt rézlemezek fedik. A Vörösmarty téri homlokzatrizalit kis kupoláit egy-egy pár modern felfogásban kifaragott Atlasz-figura tartja. A faragott díszítőelemek Szabó Rezső Antal munkái. Az épület földszintjén és első emeletén kereskedelmi üzletek, míg további öt emeleten lakások kaptak helyet. A második világháború előtt Opel-autószalon, a Haas-család lakástextil-áruháza és az Utensilia Kereskedelmi Kft. székhelye is volt. Az 1950-es években egy orosz érdekeltségű üzlet, a Napsugár Áruház, majd pedig a Divattextil Vállalat működött itt. 1963-ban a Luxus Áruház nyílt meg, ami évtizedekig megmaradt. 2006-ban a Skála Coop Zrt. kezdett felújítási és átalakítási munkálatokat. Ezután 2008-ban, a több mint 500 millió forintos beruházás során a korábbi áruház területén két külön-bejáratú üzlet kapott helyet. Az 1400 négyzetméteren spanyol INDITEX csoporthoz tartozó Stradivarius és Bershka divatüzlet osztozott meg.
A telken korábban egy dísztelen egyemeletes ház állt. Átépítése a város rendezési határozata ellenére Kasselik Ferenc halálát követően gyermekei pereskedése miatt hosszan elhúzódott. Már javában folyt a Gizella téri építkezés, amikor Cannes-ból táviratozták: Kasselik Jenő 1910. március 9-én szívszélhűdés következtében meghalt.

### Vörösmarty tér 4.

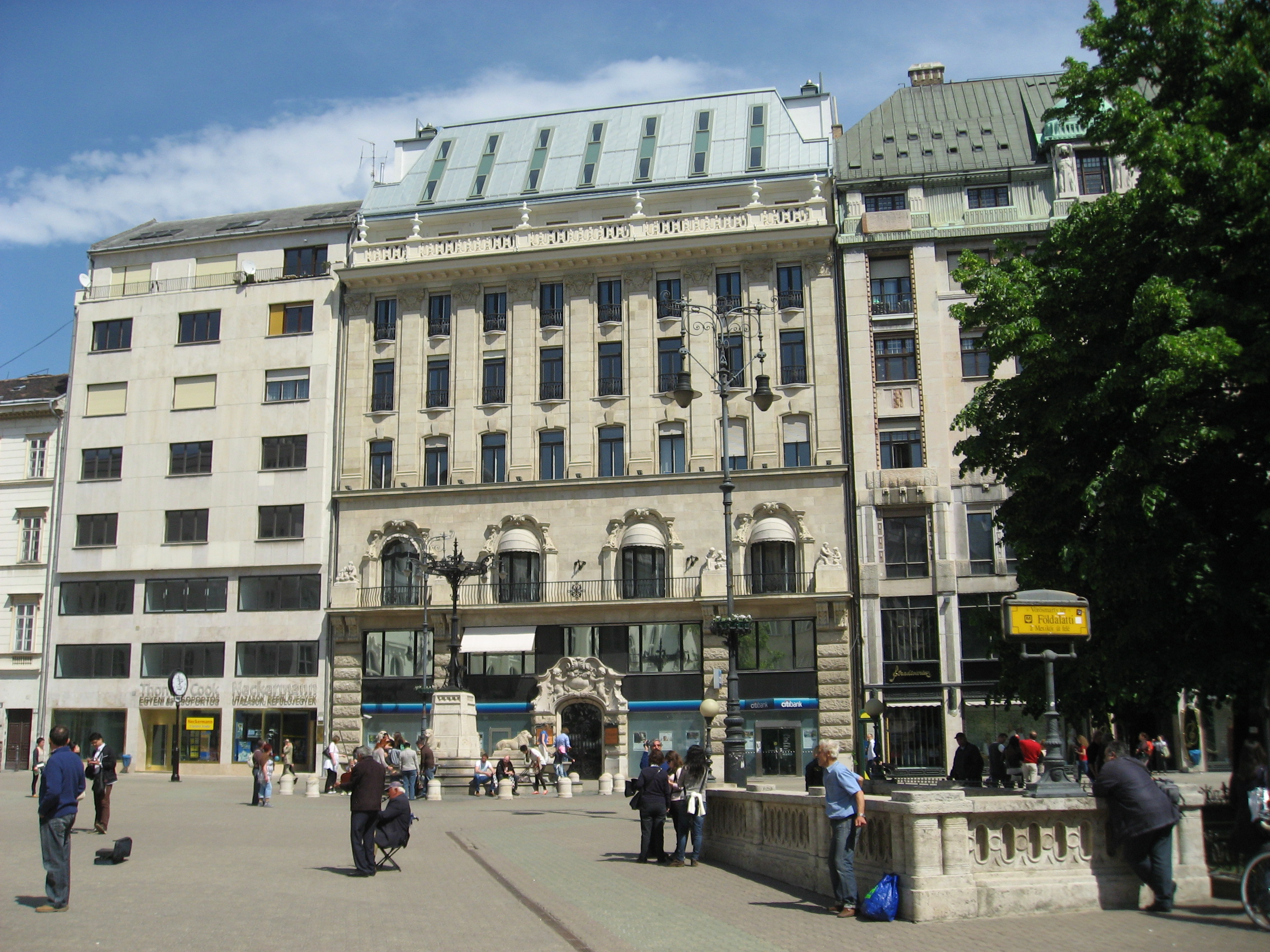
A Harkányi- és a Goldberger-ház

Műemléki védelem alatt álló, műemléki jelentőségű terület. Egyéb nevei: Goldberger-ház, Buday-Goldberger-palota. Medimpex irodaház, Medimpex palota.
A neobarokk stílusú épület Révész Sámuel (akinek ez volt utolsó munkája) és Kollár József terve alapján 1927–1928-ban épült. A megrendelő budai Goldberger Leó és neje volt. Az államosítások után, 1948. július 24-én mint a Szikra könyvkiadó új székháza és központi könyvkereskedése nyitott meg, 1962-ben pedig a Medimpex gyógyszer-külkereskedelmi vállalat költözött az épületbe. 1999-ben irodaházzá alakították át. A hat eredeti szint a kornak megfelelő építészeti és technológiai előírásoknak megfelelően, bizonyos eredeti belsőépítészeti elemek megtartásával újult meg, míg a két felső szintet mind a külső jegyekben, mind belső térkialakításban a 21. század modern irodaházakra jellemző építészeti stílusában alakították ki.
Korábban helyén az úgynevezett Borhegyi- vagy Tömöry-ház állt, amelynek ódon egyemeletes épülete kirítt az azt körülölelő két nagyszabású épület, a Kasselik-féle bérház és a báró Harkányi-palota között. A ház telkének első tulajdonosa Lepora Anasztáz volt, amit 1793. május 7-én vásárolta meg és 1822-ben Lepora Sándor örökölt.

### Vörösmarty tér 5.

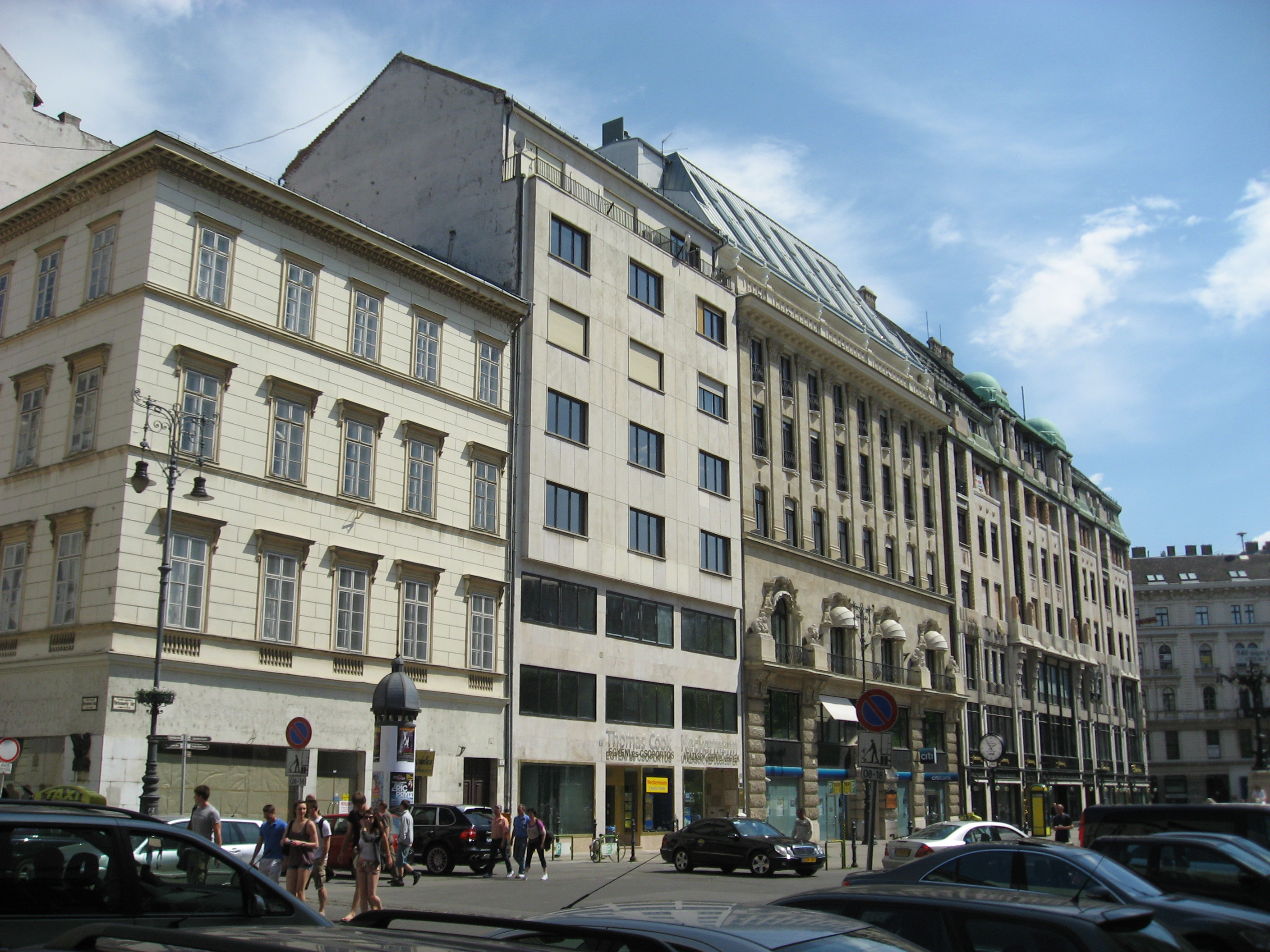
A Lyka-, a Harkányi- és a Goldberger-ház

Műemléki védelem alatt álló, műemléki jelentőségű terület. Egyéb nevei: Harkányi-ház.
Az 1938–1939 között épült modern hétemeletes bérpalotát dr. Kotsis Endre terve alapján, Báthory István és Klenovits Pál kivitelezésében, báró Harkányi Anna számára készült. Az épület három alsó emeletére a hálókocsis vasúti utaztatással foglalkozott és például az Orient expresszt is üzemeltetett Waggons-Lits nemzetközi társaság már a tervezés kezdetén hosszabb távú megállapodást kötött. Így az épület megjelenésében Kotsis tervében a „szerénység” és a patinás cég rangjának megfelelő elegancia összeegyeztetésére törekedett. A homlokzatburkolat csiszolt haraszti mészkőlapokból készült, hálós kötéssel, nútos hézagképzéssel; az üzletportálnál bronzot, a lépcsőházban ruszkicai márványt és üvegbetétes bronzkorlátot alkalmazott. A legfelső emeleten pedig egyetlen nagy zárt erkélyben fogja össze a homlokzat kiülő részeit. A ház alsó szintjén 1958-tól IBUSZ, később Neckermann (a Thomas Cook cégcsoport magyarországi leányvállalata) utazási iroda volt, majd 2019-ben vendéglátóipari egység nyitotta meg kapuit.
Korábban báró Harkányi Andor háromemeletes palotája állt helyén.

### Vörösmarty tér 6.
Harmincad u. 1. – Műemléki védelem alatt álló, műemléki jelentőségű terület. Egyéb nevei: Lyka-ház.
1844-ben klasszicista stílusban Hild József tervezte és kivitelezte Lyka D. Anasztáz részére, akinek utódai még száz évig lakták a háromemeletes épületet. Érdekesség, hogy amikor a leégett német színháznak a helyét beépítették, a város új nevet keresett az addigi régi Színház-tér számára. Ekkor a ház tulajdonosa felajánlotta, hogy jótékony alapítványul, vagy más célra nagyobb összeget hajlandó letenni a város számára, ha a teret Lyka-térnek nevezik el, azonban ekkoriban tartotta esküvőjét a királyi pár legidősebb leánya, Gizella, így már nem volt elég a  bőrkereskedő-bankár szándéka és lett akkor Gizella tér a későbbi Vörösmarty tér. 1968-tól az Air India légitársaság képviselete költözött az épületbe.

### Vörösmarty tér (7–)8–9.

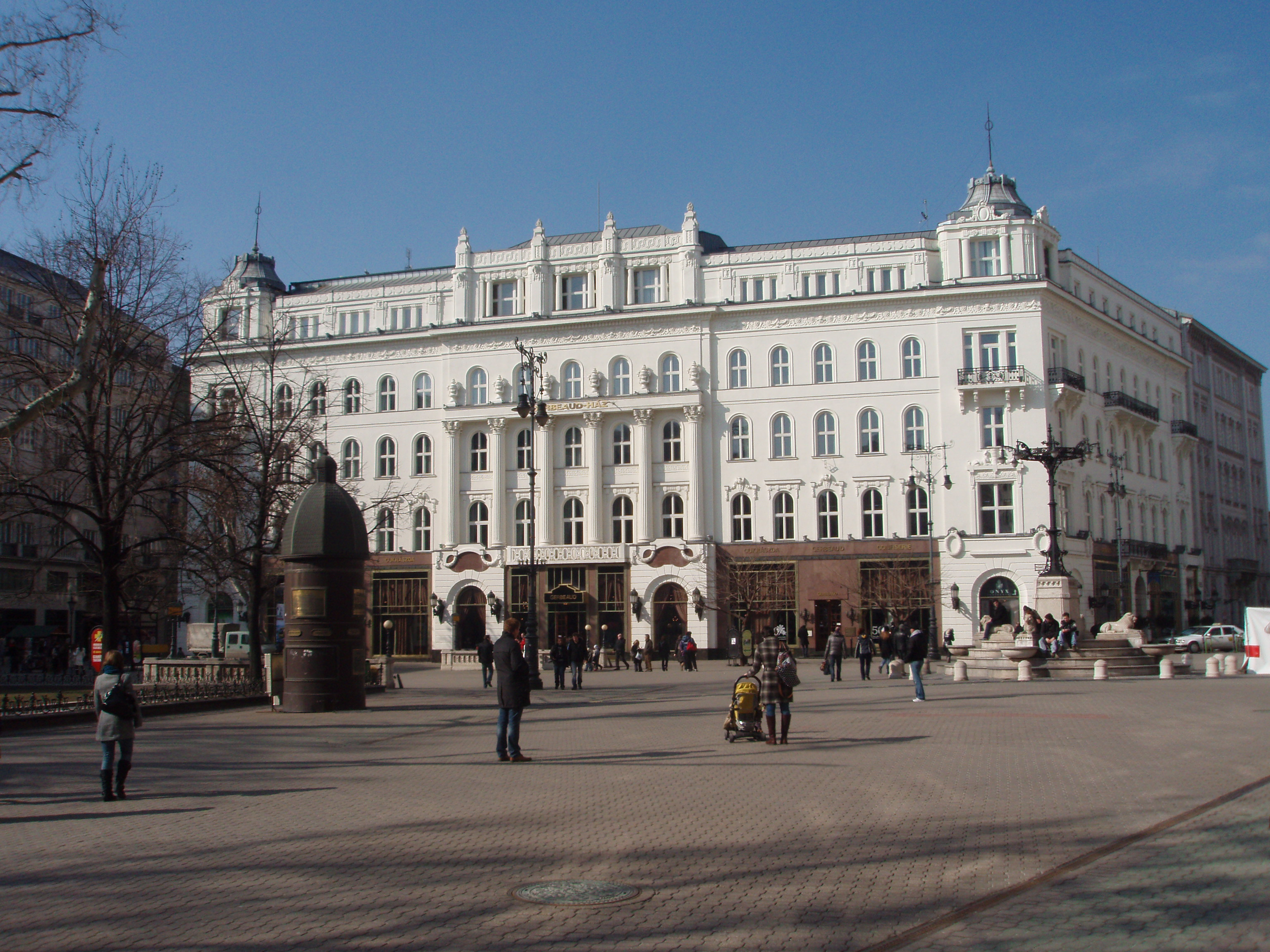
A Gerbeaud-ház (2011)

Dorottya u. 1. – Világörökségi terület. Egyéb nevei: Pesti Magyar Kereskedelmi Bank székháza majd Gerbeaud-ház.
A szecessziós-késő-eklektikus stílusban épült épületek 1830, 1860 körül Gottgeb Antal (8. szám) és Hild József (9. szám) terve és kivitelezése alapján készültek Eisele Antal (8. szám) és a Pesti Magyar Kereskedelmi Bank R.t. (9. szám) részére. 1934-től IBUSZ autóbusz váró terem is működött az épületben, amit az utazási iroda a MAVART-tal és az Autótaxivállalattal közösen létesített.
Védetté nyilvánított kulturális javak: „Gerbeaud” cukrászda berendezés, „Kis-szalon, Kanyar, Emesz, Nagyszalon, Zöld-terem, Dohányzó, Kis üzlet, Müller apartemant” (sic!): stukkó, lambéria, kandalló-óra, portré, csillár, mennyezet, kandalló, világítótest, vitrin, pult, kép, asztaltípusok.

### A térhez kapcsolódó épületek

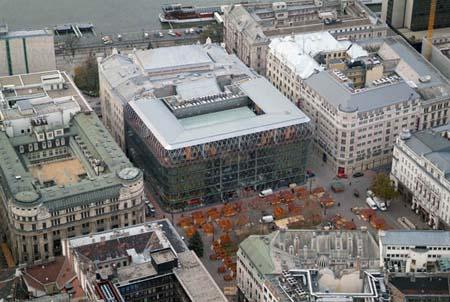
A Váci és Dorottya utcai épületek légi fotón

A térhez két olyan ház is kapcsolódik, amelyek a környező utcákból „lógnak” be sarkukkal.

#### Váci utca 1-3.

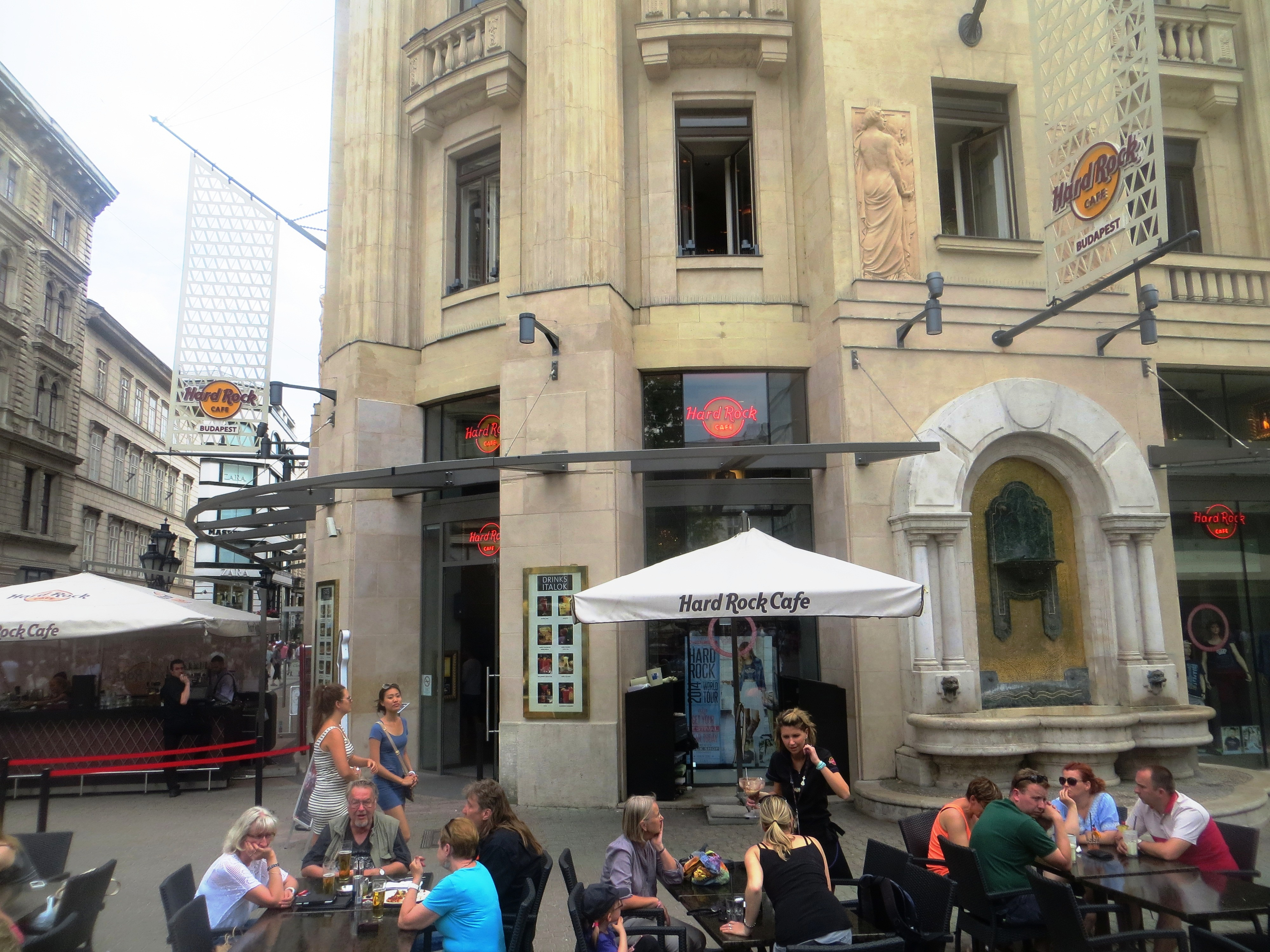
A tér felőli díszivókút

Deák Ferenc utca 3-5., Türr István utca 8. – Műemlék. Egyéb nevei: PHETE-székház, Váci1
Első Pesti Hazai Takarékpénztár Egyesület 1908-ban tíz építészt kért fel zártkörű pályázatra új, központi palotájának megépítésére. A tekintélyes szakmai zsűri Alpár Ignác terve mellett döntött, ami hengeresen lekerekített sarkú, három emelet magas, ion fejezetű oszloprenddel hangsúlyozott, szobrokkal díszített és a környezeti harmóniát mindenekfölött szem előtt tartó épület tervezett. 1915-re készült el az épület teljes pompájában és fogadhatta tulajdonosait, üzleti partnereit, lakóit. A négyemeletes, belsőudvaros, eklektikus-szecessziós épület Maróti Géza szobrászati munkáival, Róth Miksa színes üvegablakaival, Jungfer Gyula lakatosmunkáival, és Faragó Ödön belsőépítészeti munkáival egészült ki. A második világháborút követően többször gazdát cserélt az épület. Egy ideig még az eredeti, pénzintézeti funkciójában működött. Az első nagy felújítás során, 1985-ben, helyreállították az évtizedek alatt át-át alakított homlokzatait és a belső dísztereket. Ekkor került a Deák Ferenc utcai pillértestre díszivókút is, ami Wild László és Haraszti László alkotása. Az épületet 1993-ban műemlékké nyilvánították. 1999-ben került magántulajdonba. Második tulajdonosa 2005-ben kezdte meg az épület átalakításának terveit, majd 2007-ben kapott építési engedély. Az épület egyszerre szól sikerről, mivel vannak tökéletesen restaurált építészeti, belsőépítészeti remekei, a megőrzött műemléki értékek magas színvonalú restaurálása, rekonstrukciója és a jelenkori nívón megfogalmazott új építésű terek és szerkezeti megoldások ötvözik a múltat és a jelent, és támaszt mégis kételyeket a funkcióváltással egybekötött átépítés általi veszteségei miatt, hiszen értékes terek, térrendszerek tűntek el a mellett, hogy újak, érdekesek és vitathatóak keletkeztek.

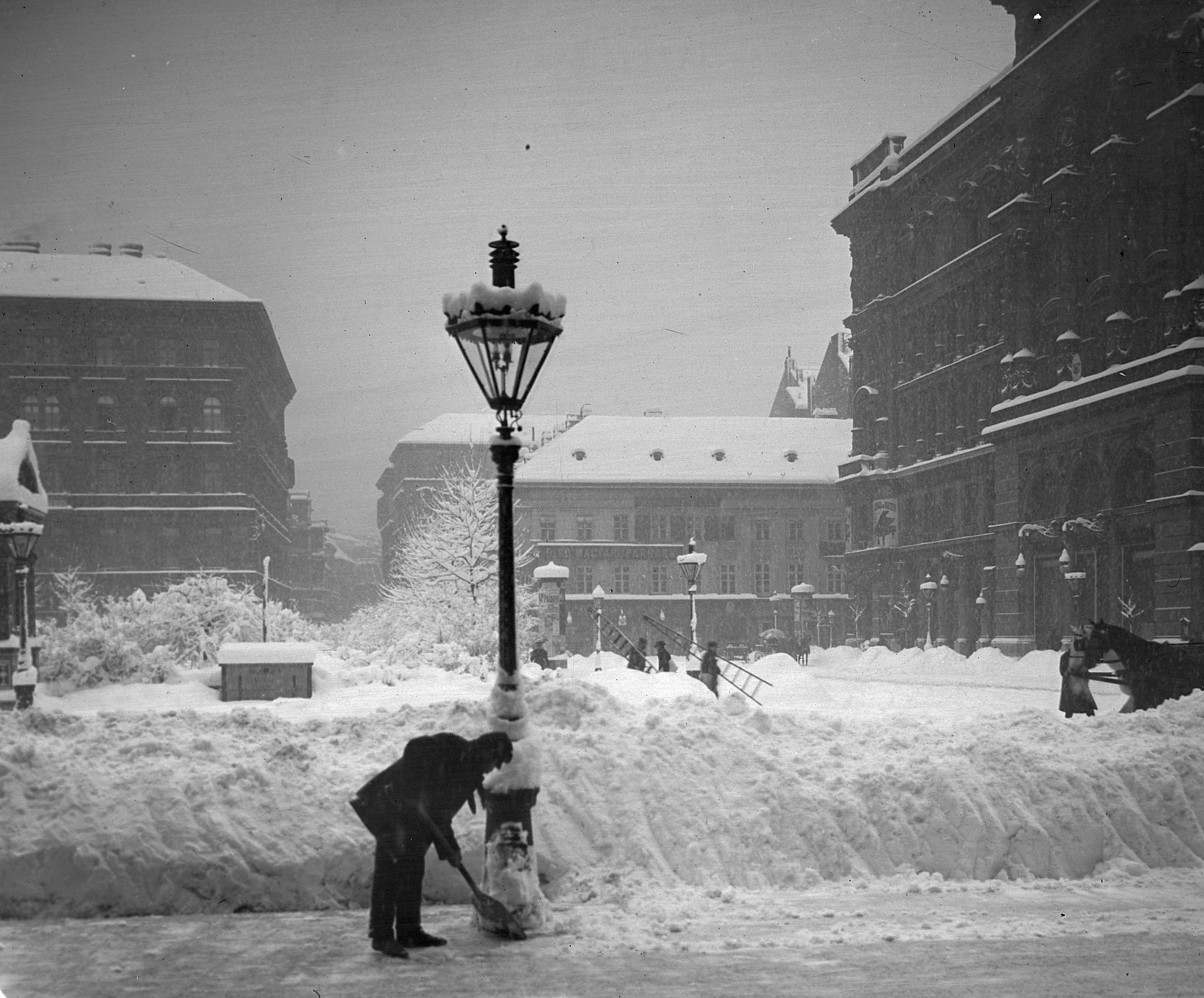
Hátul a Drasche-ház

Az épület elődeit, Drasche báró három, – a tértől a Kishíd utcáig (1908-tól Türr István utca) elterülő, a Váci és Deák Ferenc utcák által közrefogott – addigra elavult házát 1 800 000 koronáért és – a Deák Ferenc utca 3. és Kishíd utca 8. alatt levő – Magyar-francia biztosító részvénytársaság tulajdonát képező háromemeletes átjáró házat 950 000 koronáért 1907 körül vásárolta meg a Pesti Első Hazai Takarékpénztár és bontatta le új palotája emelése előtt, ami így az Angol Királynő Szállóig terjedt.
Az épület közepén kelet-nyugati irányban húzódott a középkori pesti várfal, a Váci kapu egy részével – építésekor a városfalat és az esetleges kapumaradványokat alapjaikkal együtt teljesen elbontották, mivel az épület alaplemezének alsó síkja azok valószínűsített alapozási síkjánál jóval mélyebben van.

#### Dorottya utca 2.

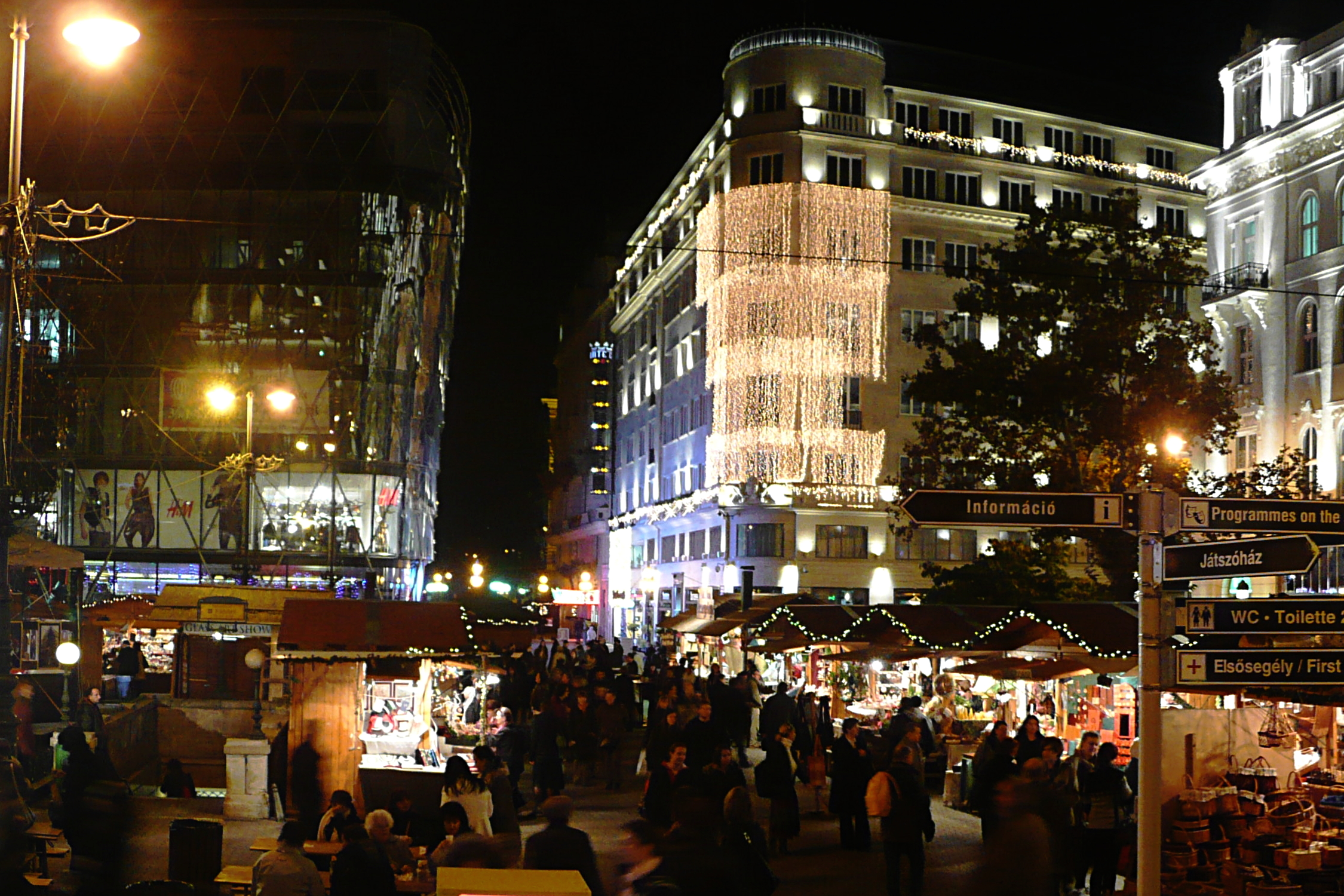
A Futura-ház a karácsonyi vásárral (2009)

Vigadó utca 4-6. – Homlokzata áll helyi védelem alatt áll. Egyéb nevei: Futura-ház
A Futura részvénytársaság új székházát Münnich Aladár tervei alapján építtette föl modernista és art déco stílusban. A vasbetonszerkezet 1937-ben, öt hónapos rekordidő alatt készült el. A hatemeletes bérpalota kőhomlokzata sóskúti mészkőből készült.
Helyén korábban az 1812-ben Halzl János által megvásárolt telken, Hofrichter József tervei szerint a német színház mellett felépített Magyar Királyhoz címzett szálló állt. Ez volt Pest első nagyméretű (háromemeletes) szállodája. Újító volt abban is, hogy szállóvendégei a vendéglőjében étlap szerinti, külön asztalnál való fogyasztást vezetett be. A szomszédos épület közönsége, vendégművészei és színészei gyakran, szívesen látogatták a kávéházát is, de később is kedvelt volt. Csupán az első világháború utáni évek hoztak hanyatlást az egy évszázadon át a legjobbak között számon tartott szállodára. Mielőtt 1937-ben a Futura Rt. megvásárolta, két évtized óta már vegyes célokat szolgált az épület. A 400 öles telekkomplexum vételára 800 000 pengő volt.

## Képek

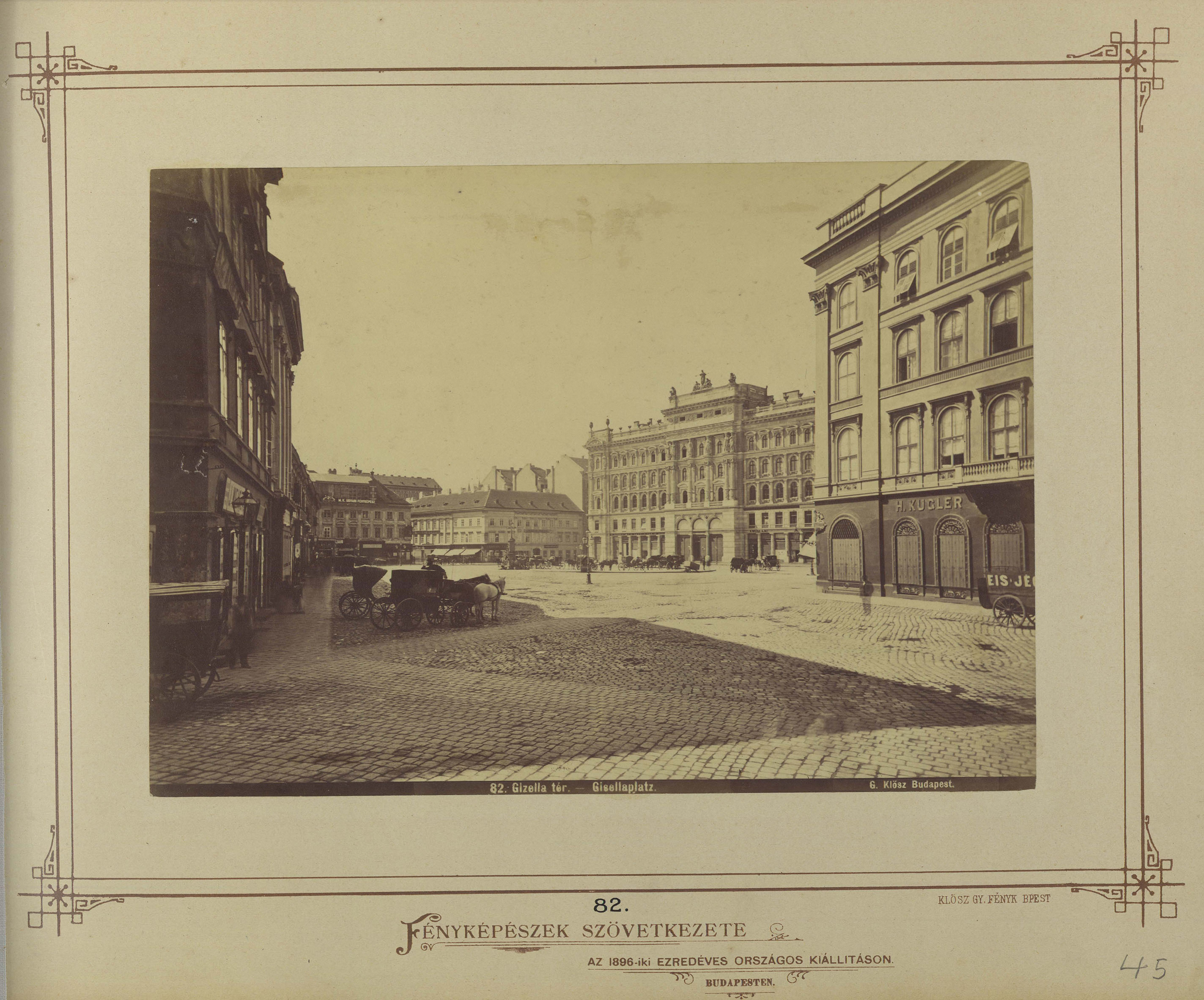
A Gizella tér a Harmincad utca felől, az 1870-es évek végén Klösz György fotóján
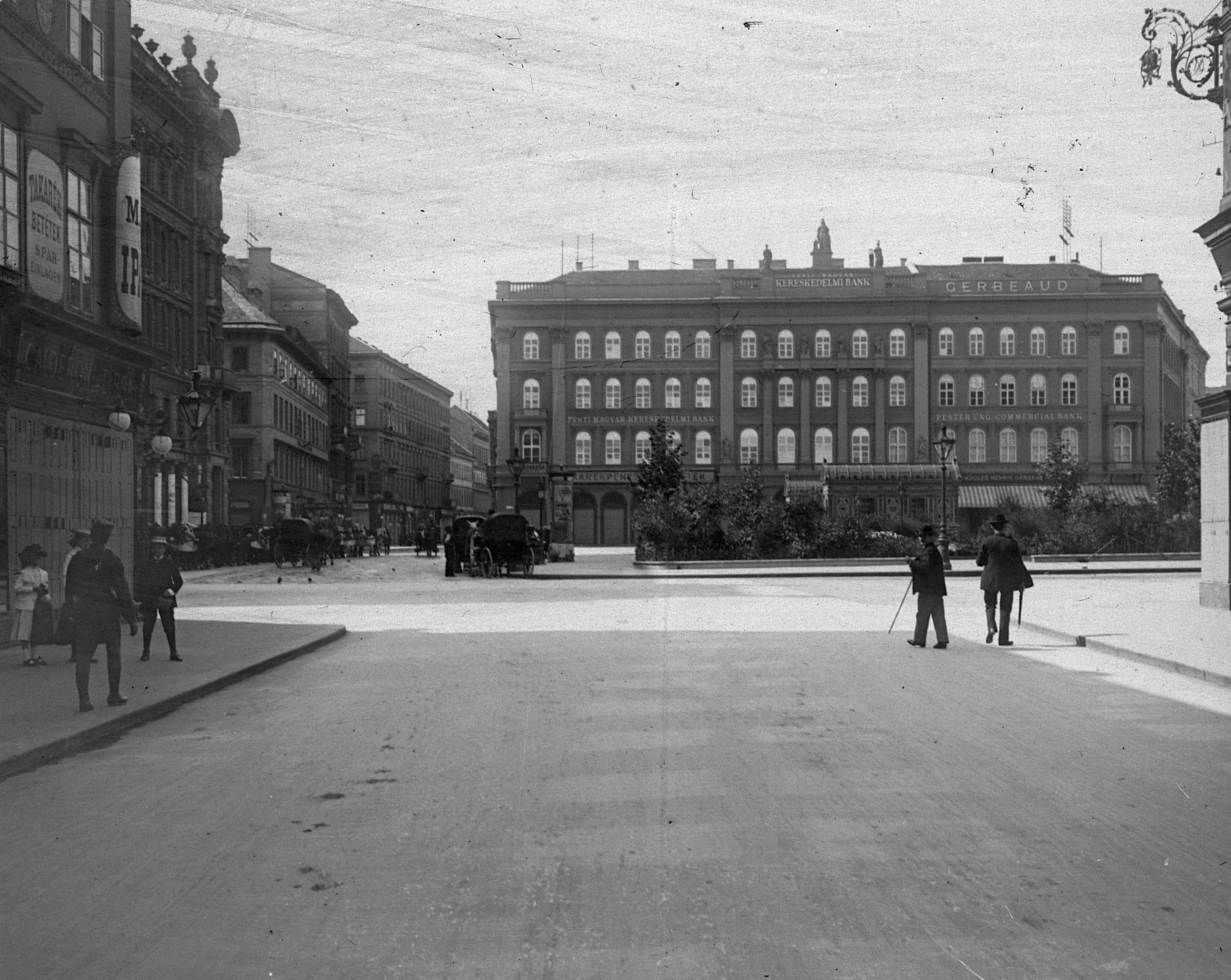
A Vörösmarty (Gizella) tér a Váci utca felől az 1900-as évek elején, szemben a Gerbeaud-ház még a Pesti Magyar Kereskedelmi Bank első épületeként, Fellner Sándor emeletráépítése nélkül
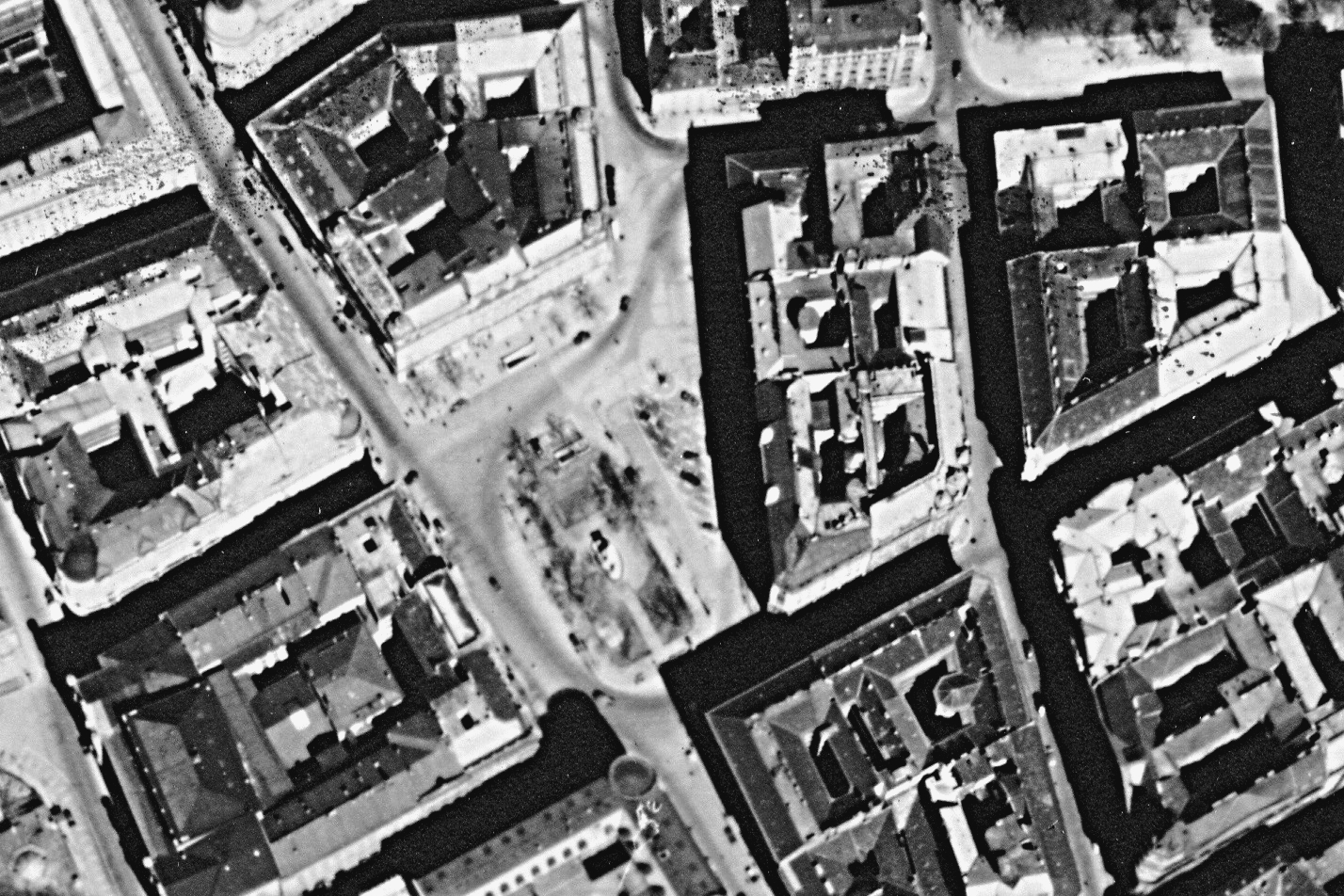
1944. április 14-én, pár nappal az első nagyobb angolszász bombázások után készült a Magyar Királyi Légierő gépéről kis magasságból
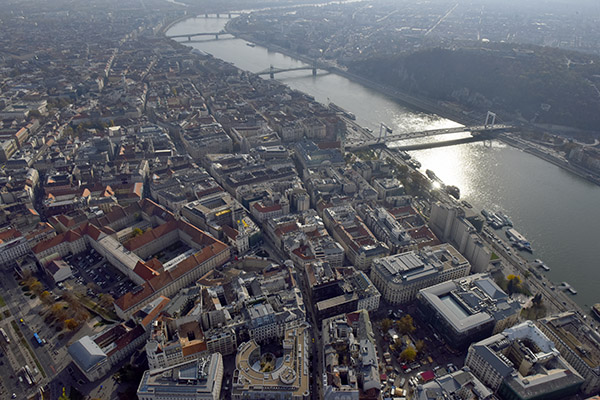
Budapest látképe hidakkal dél felé légi felvételen, alul a Vörösmarty tér, 2018-ban
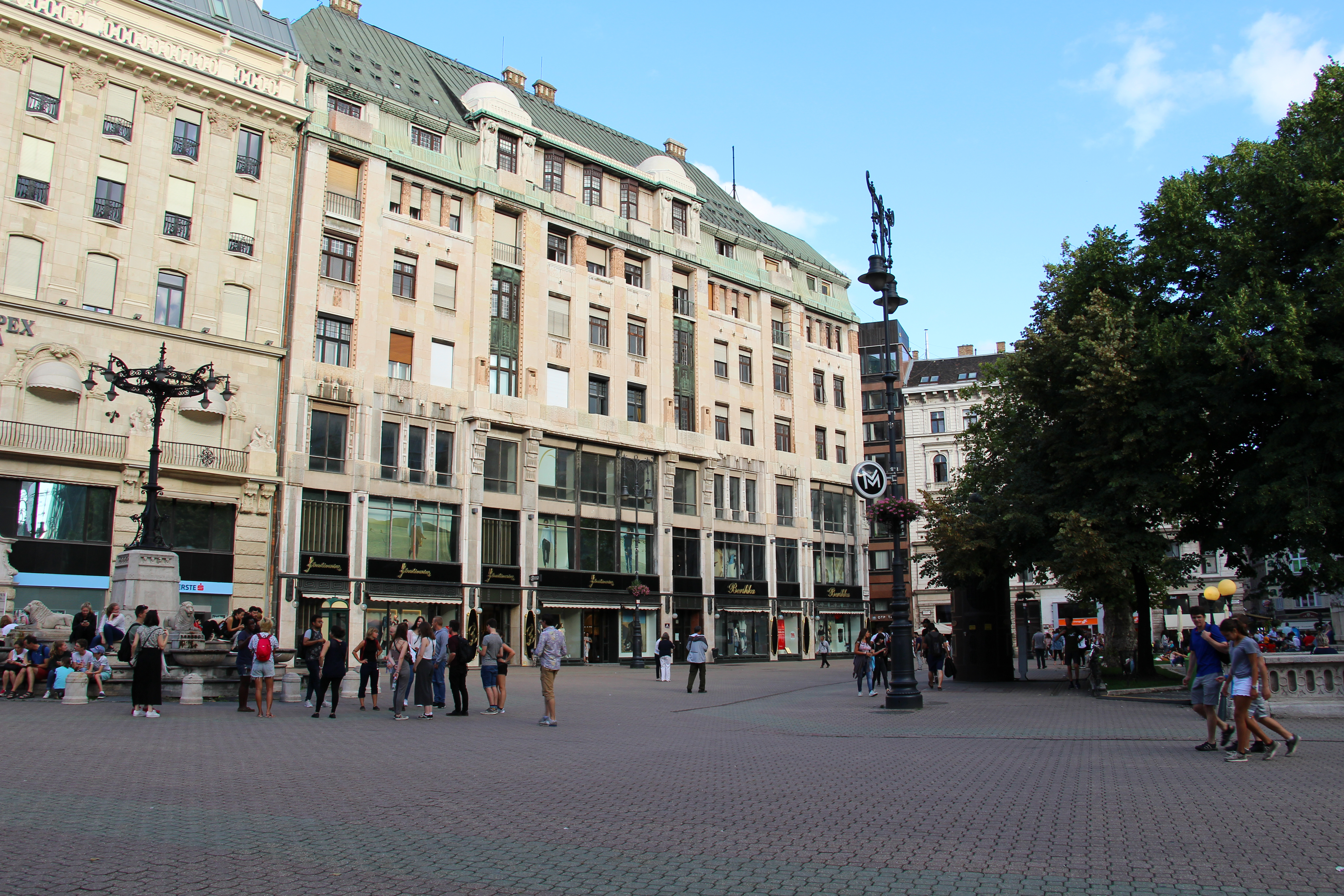
A Kasselik alapítvány bérháza a Deák Ferenc utca sarkán
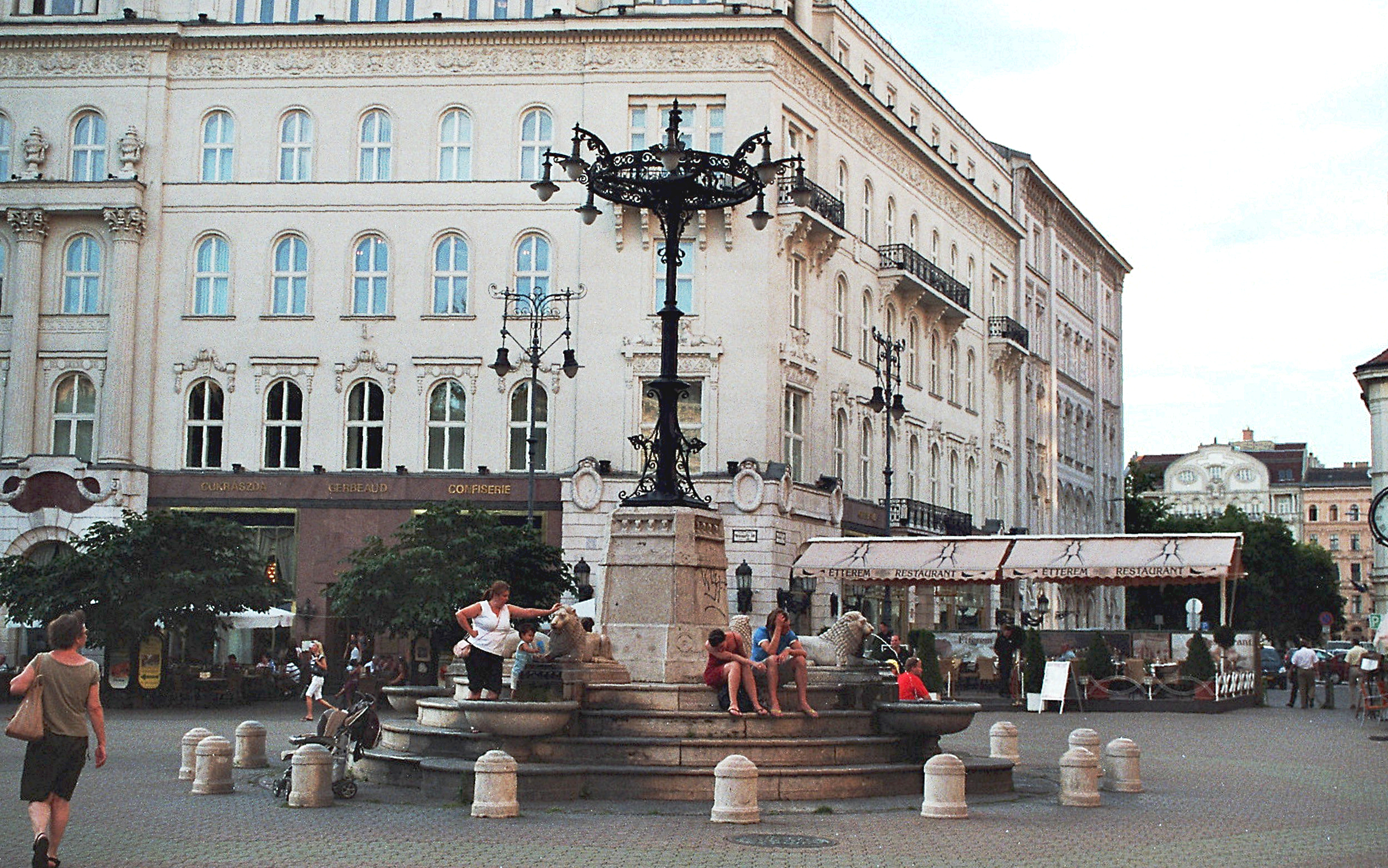
Az Oroszlános kút (2007)
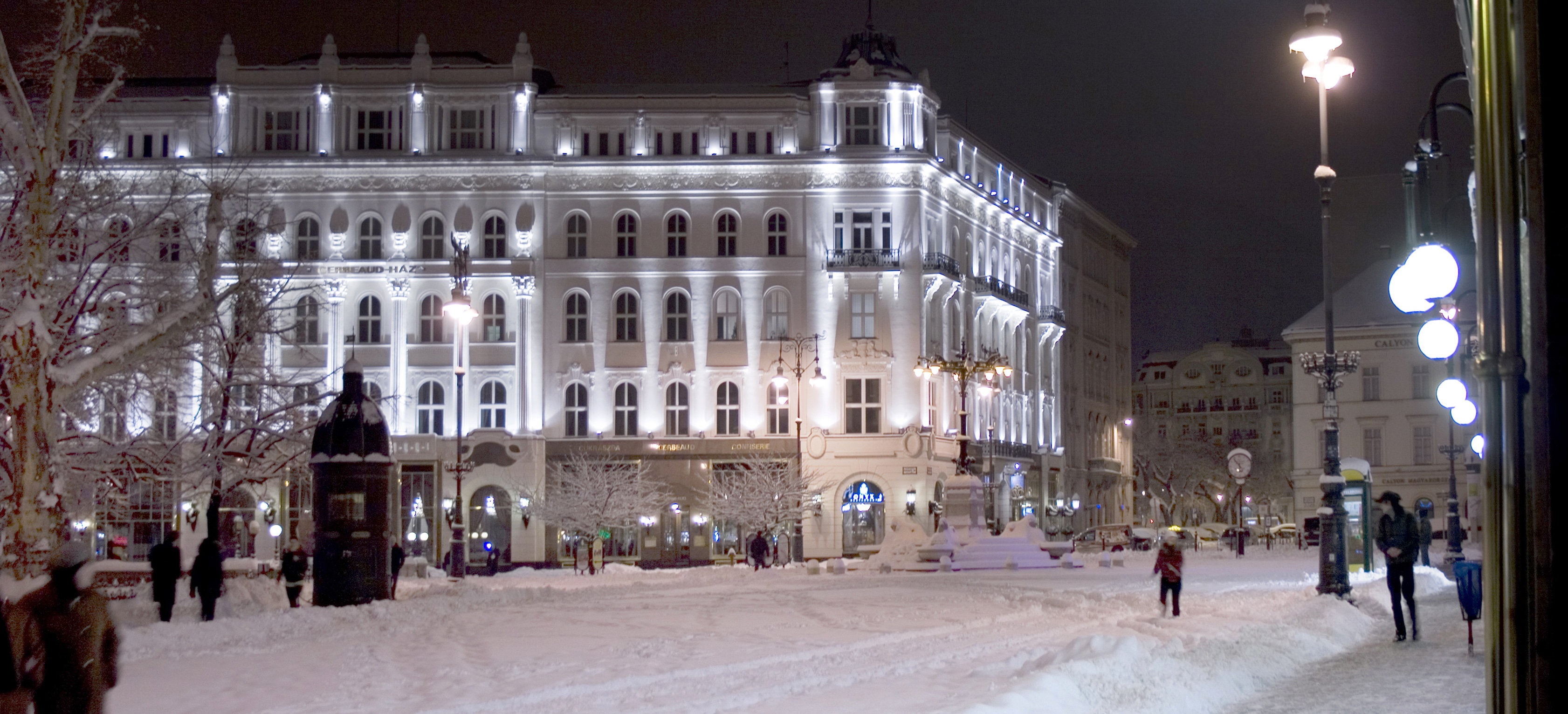
A Gerbeaud-ház esti díszkivilágításban
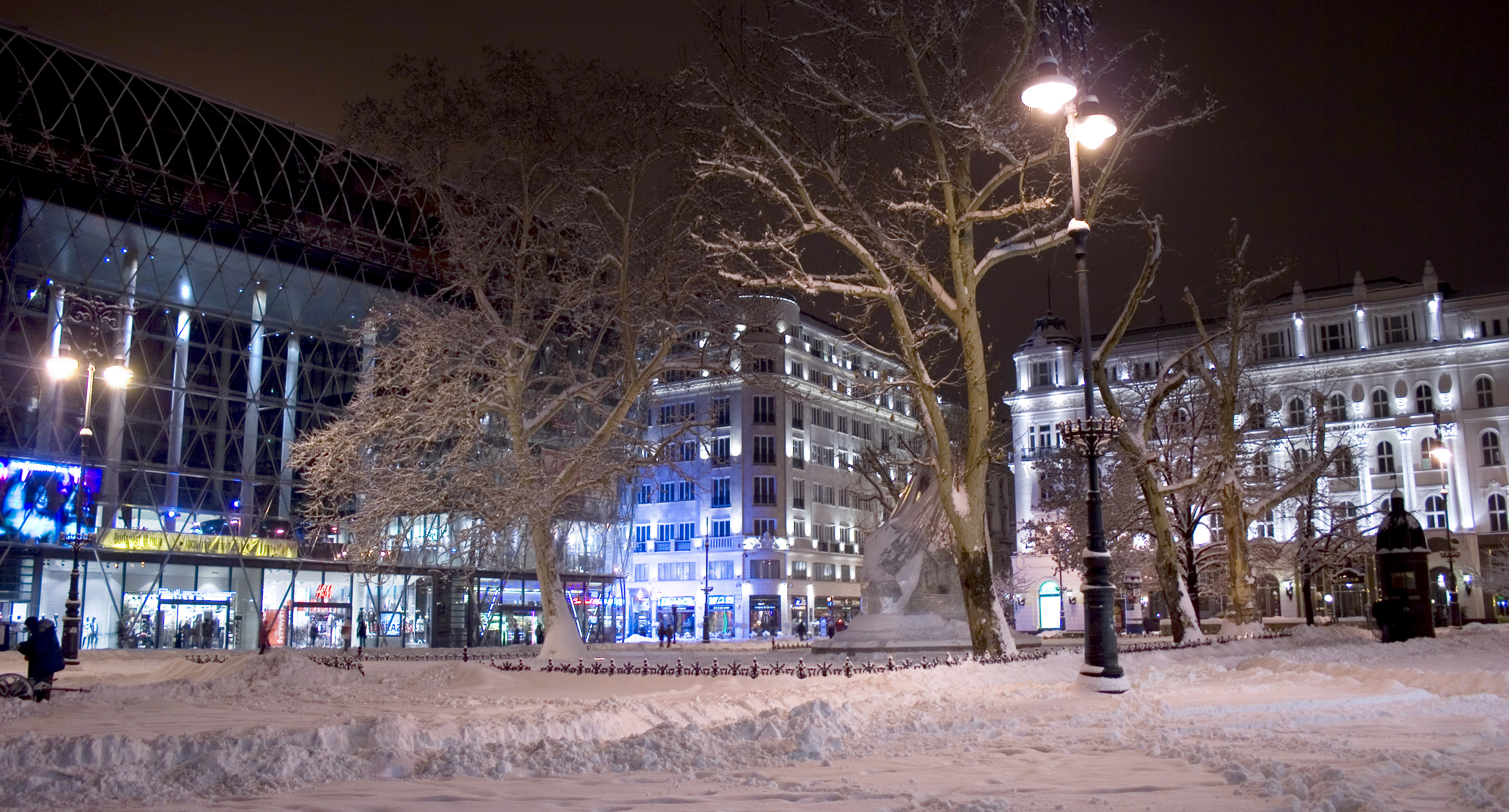
Látkép téli estén
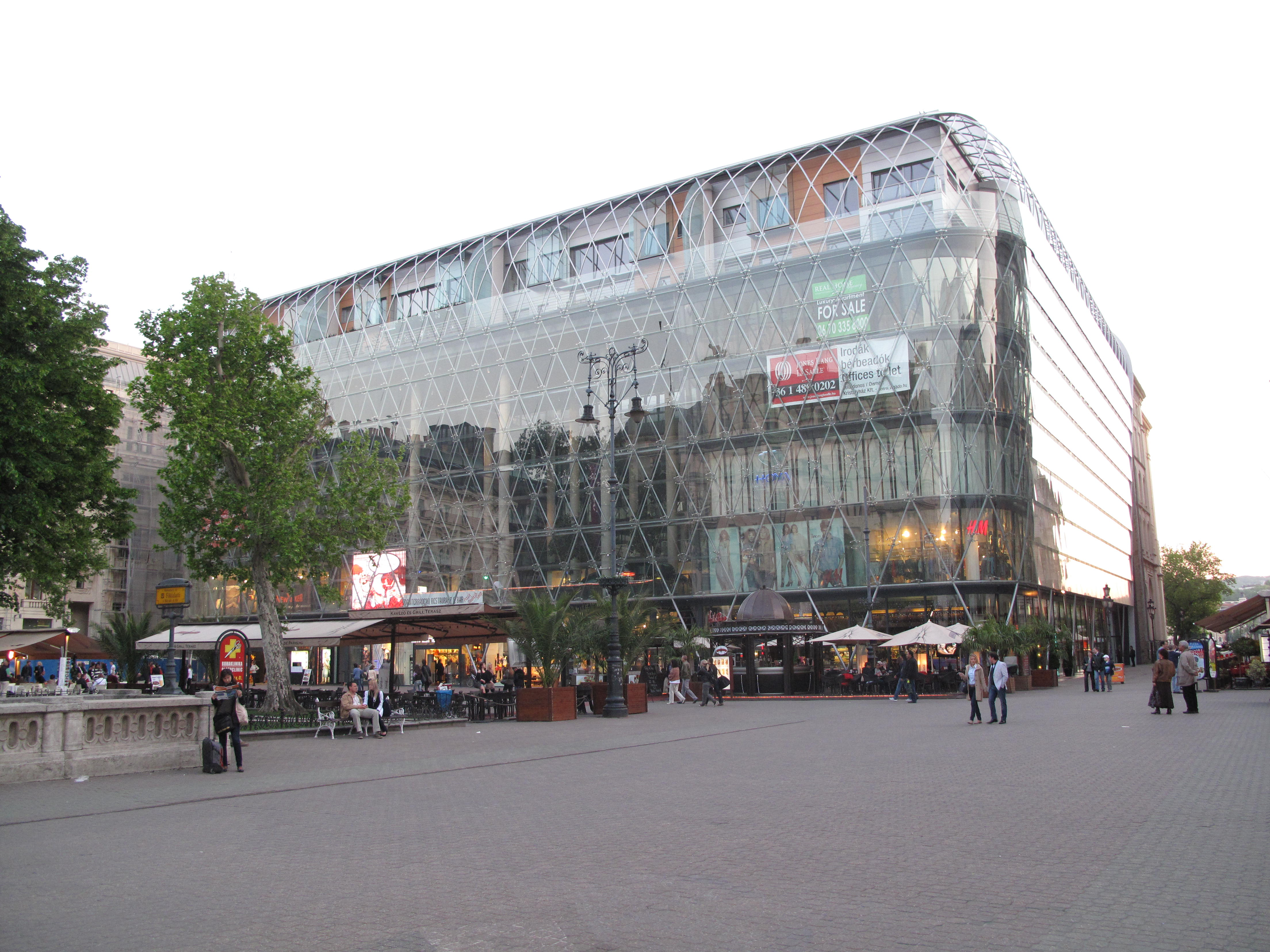
ING-irodaház
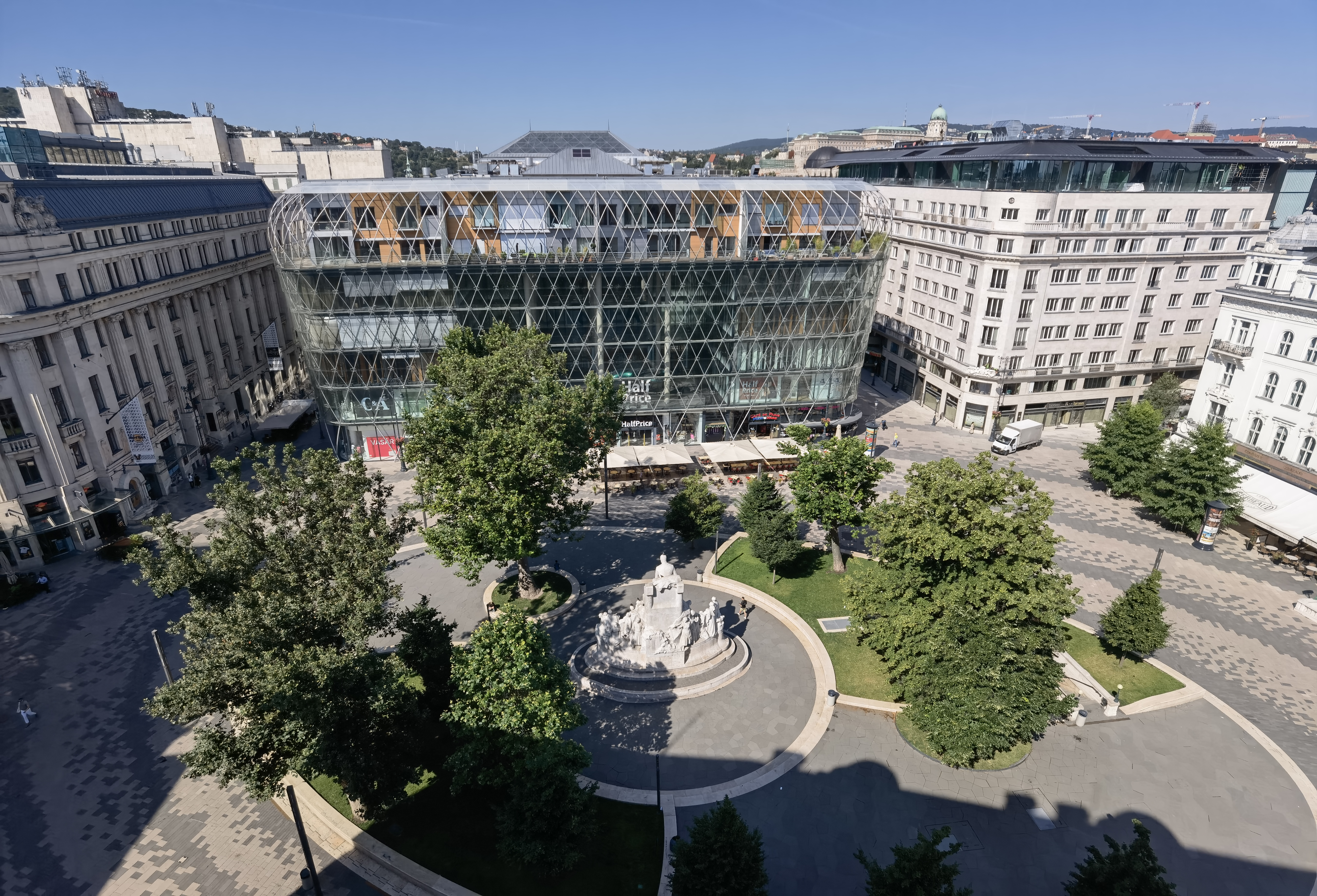